# 마우스

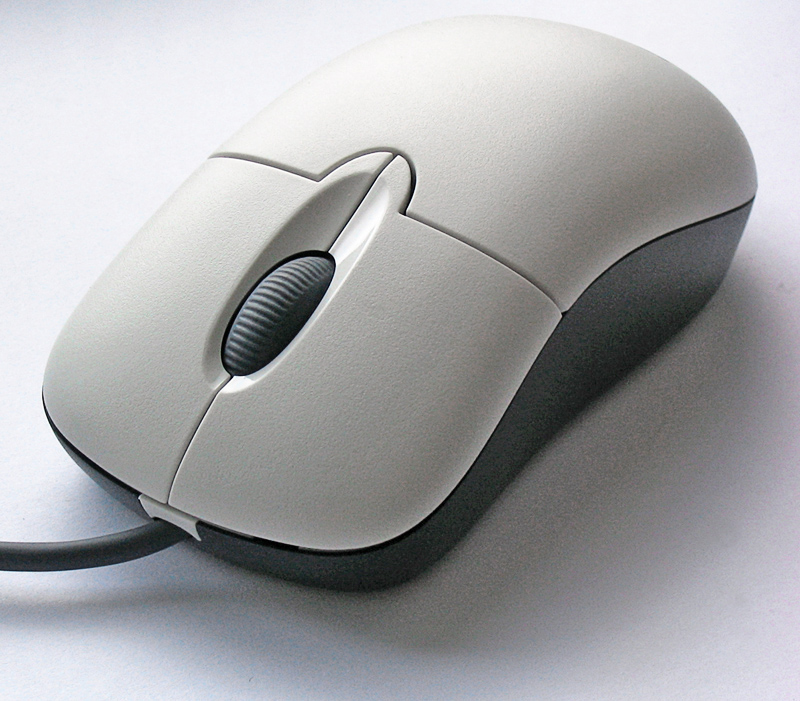
가장 일반적인 기능을 가진 컴퓨터 마우스: 두 개의 버튼(왼쪽과 오른쪽)과 스크롤 휠(안쪽으로 눌렀을 때 버튼으로도 기능할 수 있음)

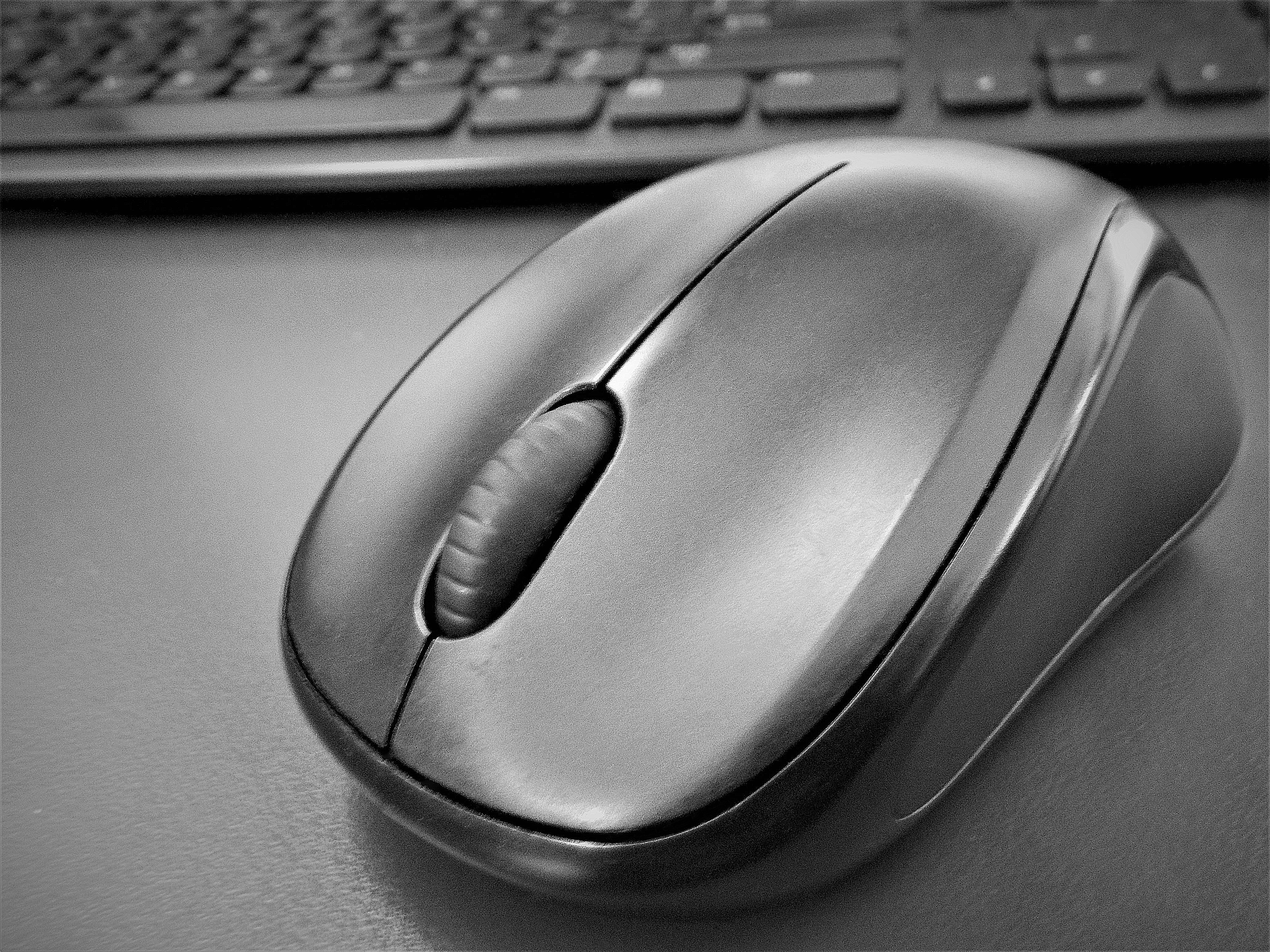
일반적인 무선 컴퓨터 마우스

마우스(영어: computer mouse)는는 표면에 대한 2차원 움직임을 감지하는 손에 들고 사용하는 포인팅 장치이다. 이 움직임은 일반적으로 디스플레이의 포인터(커서라고 불림)의 움직임으로 변환되어 컴퓨터의 그래픽 사용자 인터페이스를 원활하게 제어할 수 있다.
컴퓨터 시스템을 제어하는 마우스의 첫 공개 시연은 더글러스 엥겔바트가 1968년 모든 데모의 어머니의 일환으로 진행했다. 마우스는 원래 표면을 가로지르는 움직임을 직접 추적하기 위해 두 개의 분리된 바퀴를 사용했다: 하나는 x축, 다른 하나는 y축. 나중에 표준 디자인은 표면에서 굴러가는 공을 사용하여 움직임을 감지하고, 이 공은 내부 롤러에 연결되는 방식으로 바뀌었다. 대부분의 현대 마우스는 움직이는 부품 없이 광학적 움직임 감지를 사용한다. 원래 모든 마우스는 케이블로 컴퓨터에 연결되었지만, 많은 현대 마우스는 무선이며 연결된 시스템과 단거리 무선 통신에 의존한다.
커서를 이동하는 것 외에도 컴퓨터 마우스에는 디스플레이에서 메뉴 항목을 선택하는 것과 같은 작업을 허용하는 하나 이상의 버튼이 있다. 마우스는 종종 터치 표면 및 스크롤 휠과 같은 다른 요소도 포함하여 추가 제어 및 3차원 입력을 가능하게 한다.

## 어원

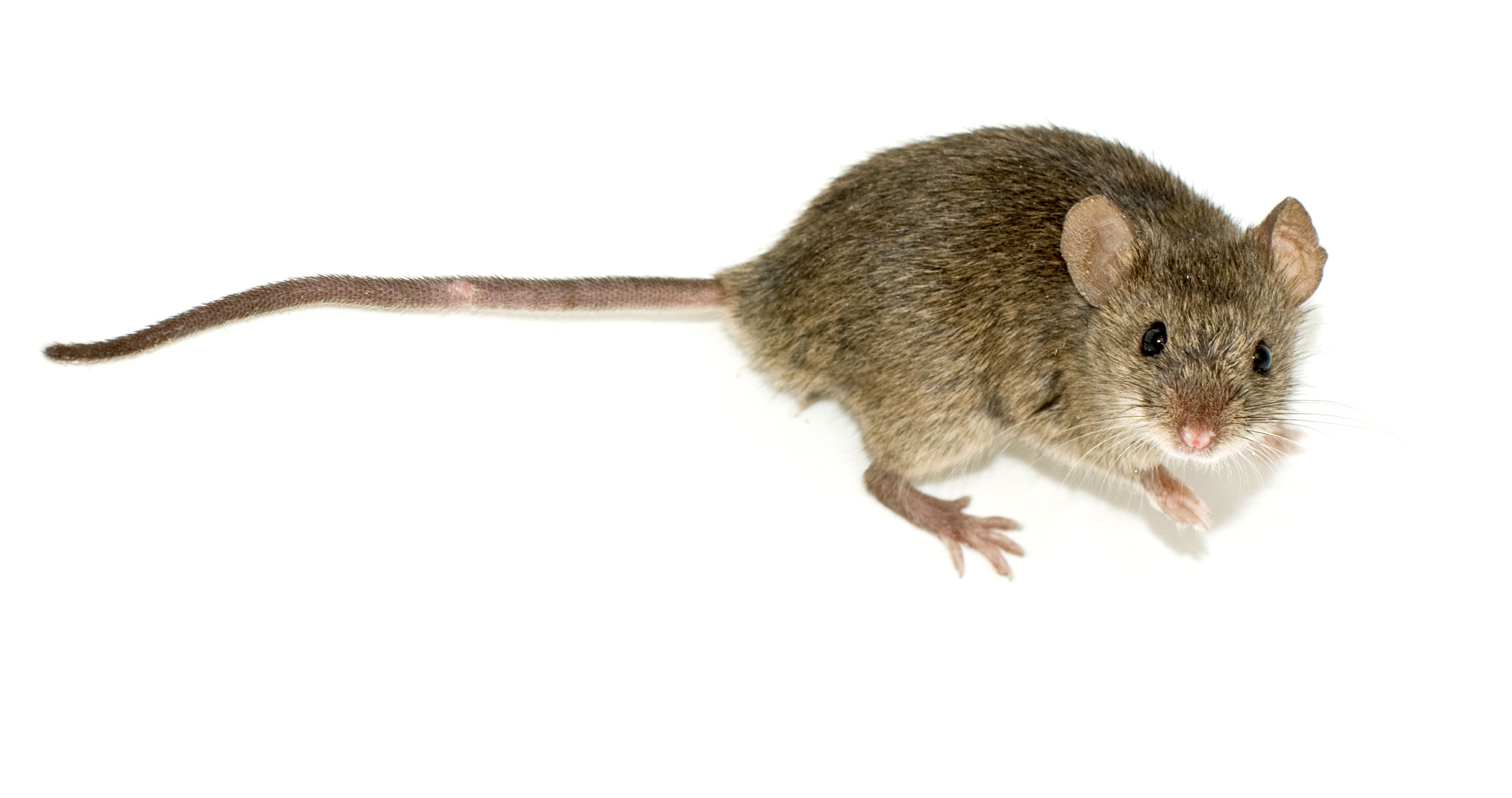
컴퓨터 마우스는 설치류의 생김새를 닮아 이름 붙여졌다.

컴퓨터 포인팅 장치와 관련하여 마우스라는 용어가 처음 문서화된 사용은 빌 잉글리시의 1965년 7월 출판물 "Computer-Aided Display Control"에서 찾을 수 있다. 이는 마우스의 모양과 크기에 대한 유사성, 즉 코드가 꼬리를 닮았기 때문에 유래했을 가능성이 높다. 코드가 없는 무선 마우스의 인기는 유사성을 덜 명확하게 만든다.
잉글리시 휘하의 하드웨어 디자이너 로저 베이츠에 따르면, 이 용어는 화면의 커서가 알 수 없는 이유로 "CAT"라고 불렸고 팀원들에게는 마치 새로운 데스크톱 장치를 쫓는 것처럼 보였기 때문에 생겨났다고 한다.
작은 설치류의 복수형은 현대 사용에서 항상 "mice"이다. 컴퓨터 마우스의 복수형은 대부분의 사전에 따르면 "mice" 또는 "mouses"이며, "mice"가 더 흔하다. 처음 기록된 복수형 사용은 "mice"이다. 온라인 옥스포드 사전은 1984년 사용을 인용하고 있으며, 이전 사용으로는 J. C. R. 리클라이더의 1968년 "The Computer as a Communication Device"가 있다.

## 역사

### 고정식 트랙볼
관련된 포인팅 장치인 트랙볼은 1946년 랄프 벤자민에 의해 제2차 세계 대전 시대의 사격 통제 레이더 플로팅 시스템인 종합 디스플레이 시스템(Comprehensive Display System, CDS)의 일부로 발명되었다. 당시 벤자민은 영국 영국 왕립 해군 과학 서비스에서 근무하고 있었다. 벤자민의 프로젝트는 아날로그 컴퓨터를 사용하여 사용자가 조이스틱으로 제공하는 여러 초기 입력 지점을 기반으로 목표 항공기의 미래 위치를 계산했다. 벤자민은 더 우아한 입력 장치가 필요하다고 생각하여 이를 위해 "롤러 볼"이라고 부르는 것을 발명했다.
이 장치는 1947년에 특허를 받았지만, 두 개의 고무 코팅 바퀴 위에서 금속 공이 굴러가는 프로토타입만 제작되었으며, 이 장치는 군사 기밀로 유지되었다.
또 다른 초기 트랙볼은 켄욘 테일러, 영국 전기 기술자가 톰 크랜스턴과 프레드 롱스태프와 협력하여 제작했다. 테일러는 1952년 캐나다 왕립 해군의 DATAR(Digital Automated Tracking and Resolving) 시스템 작업을 하던 원래 페란티 캐나다의 일원이었다.
DATAR는 벤자민의 디스플레이와 개념이 유사했다. 트랙볼은 움직임을 감지하기 위해 4개의 디스크를 사용했으며, x 및 y 방향에 각각 2개씩 사용했다. 여러 롤러는 기계적 지지를 제공했다. 공이 굴러가면 픽업 디스크가 회전하고 외부 림의 접점이 와이어와 주기적으로 접촉하여 공의 움직임마다 출력 펄스를 생성했다. 펄스를 세어 공의 물리적 움직임을 결정할 수 있었다. 디지털 컴퓨터는 궤적을 계산하고 그 결과 데이터를 펄스 부호 변조 무선 신호를 사용하여 태스크 포스의 다른 함선으로 전송했다. 이 트랙볼은 표준 캐나다 5핀 볼링 공을 사용했다. 비밀 군사 프로젝트였기 때문에 특허를 받지 않았다.

### 엥겔바트의 첫 "마우스"
스탠퍼드 연구소(현 SRI 인터내셔널)의 더글러스 엥겔바트는 티에리 바르디니, 폴 세루지, 하워드 라인골드, 그리고 다른 여러 저자들의 출판물에서 컴퓨터 마우스의 발명가로 인정받고 있다. 엥겔바트는 2013년 7월 사망 후 여러 부고 기사에서도 그렇게 인정받았다.
1963년까지 엥겔바트는 SRI에 증강 연구 센터(ARC)라는 연구소를 설립하여 인간 지능을 "증강"하기 위한 하드웨어 및 소프트웨어 컴퓨터 기술 개발 목표를 추구하고 있었다. 그해 11월, 리노 (네바다주)에서 열린 컴퓨터 그래픽스 컨퍼런스에 참석하던 중, 엥겔바트는 면적기의 기본 원리를 X-Y 좌표 데이터 입력에 어떻게 적용할지 고심하기 시작했다. 1963년 11월 14일, 그는 자신의 개인 노트에 처음으로 "버그"라고 불렀던 것에 대한 생각을 기록했다. 이는 "3점" 형태로 "드롭 포인트와 2개의 직교 바퀴"를 가질 수 있었다. 그는 이 "버그"가 사용하기 "더 쉽고" "더 자연스러울" 것이며, 스타일러스와 달리 놓아두면 가만히 있을 것이므로 "키보드와의 협업에 훨씬 더 좋을" 것이라고 썼다.

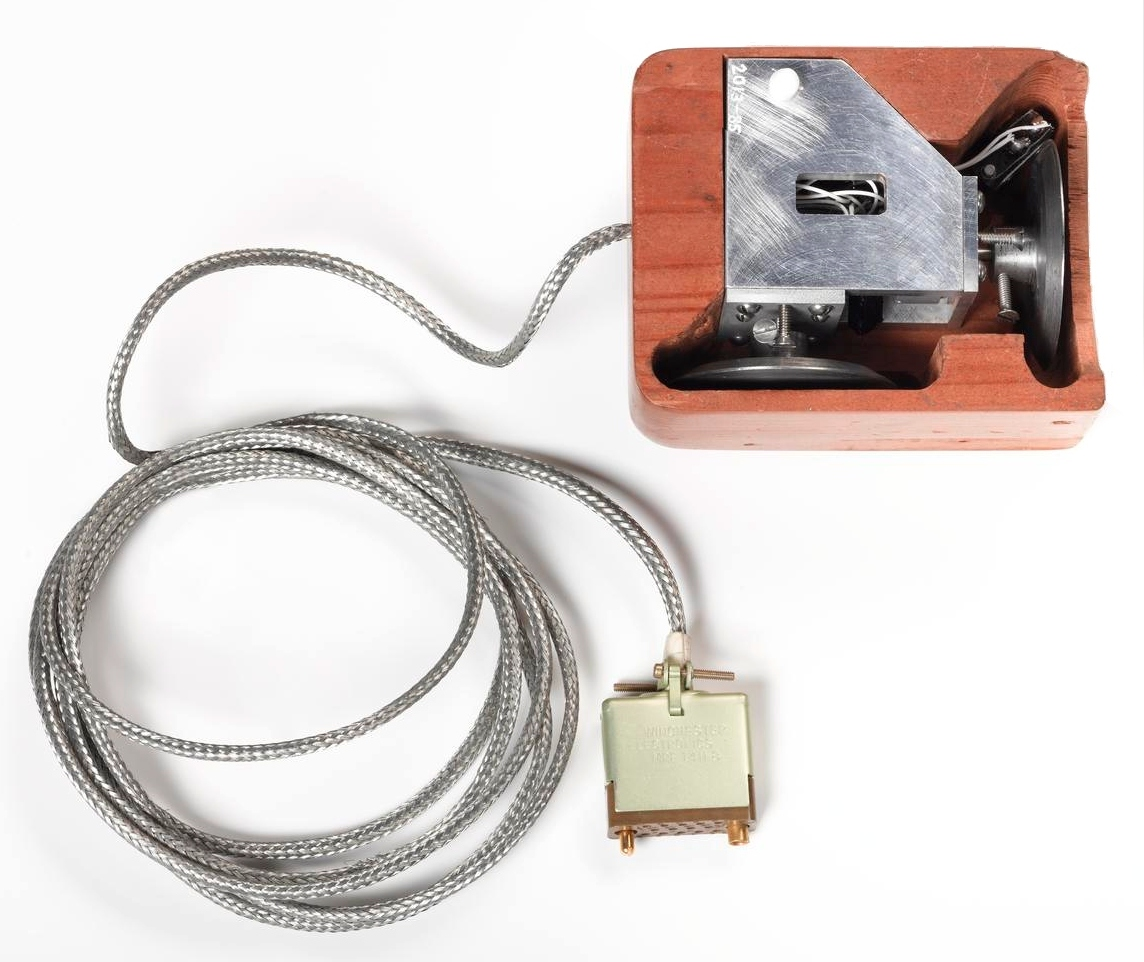
엥겔바트 마우스 복제품의 아랫면

1964년, 빌 잉글리시는 ARC에 합류하여 엥겔바트가 첫 마우스 프로토타입을 제작하는 것을 도왔다. 그들은 이 장치를 마우스라고 불렀는데, 초기 모델들은 장치 후방에 꼬리처럼 보이는 코드가 달려 있었고, 이는 흔히 볼 수 있는 쥐를 닮았기 때문이었다. 잉글리시 휘하의 하드웨어 디자이너 로저 베이츠에 따르면, 이 이름을 선택한 또 다른 이유는 당시 화면의 커서도 "CAT"이라고 불렸기 때문이라고 한다.
위에서 언급했듯이, 이 "마우스"는 잉글리시가 주 저자로 참여한 1965년 7월 보고서에서 처음으로 인쇄물에 언급되었다. 1968년 12월 9일, 엥겔바트는 나중에 모든 데모의 어머니로 알려지게 될 행사에서 마우스를 공개 시연했다. 엥겔바트는 특허가 개인용 컴퓨터에 마우스가 널리 사용되기 전에 만료되었기 때문에 어떤 로열티도 받지 못했다. 어쨌든, 마우스의 발명은 엥겔바트의 훨씬 더 큰 인간 지능 증강 프로젝트의 작은 부분에 불과했다.

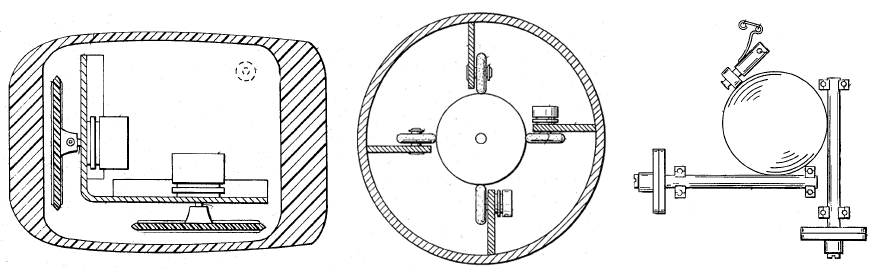
초기 마우스 특허. 왼쪽에서 오른쪽으로: 엥겔바트의 대향 트랙 휠, 1970년 11월,. 라이더의 볼 앤 휠, 1974년 9월,. 오포첸스키의 볼 및 스프링이 있는 두 개의 롤러, 1976년 10월,

엥겔바트의 온라인 시스템(NLS)을 위해 개발된 다른 여러 실험적인 포인팅 장치들은 턱이나 코에 부착되는 머리 장치와 같이 다양한 신체 움직임을 활용했지만, 결국 마우스가 속도와 편리함 때문에 승리했다. 부피가 큰 장치(사진)인 첫 번째 마우스는 서로 수직으로 배치되고 바퀴에 연결된 두 개의 전위차계를 사용했다. 각 바퀴의 회전은 한 축을 따라 움직임으로 변환되었다. "모든 데모의 어머니" 당시 엥겔바트의 그룹은 이미 약 1년 동안 2세대 3버튼 마우스를 사용하고 있었다.

### 첫 롤링볼 마우스

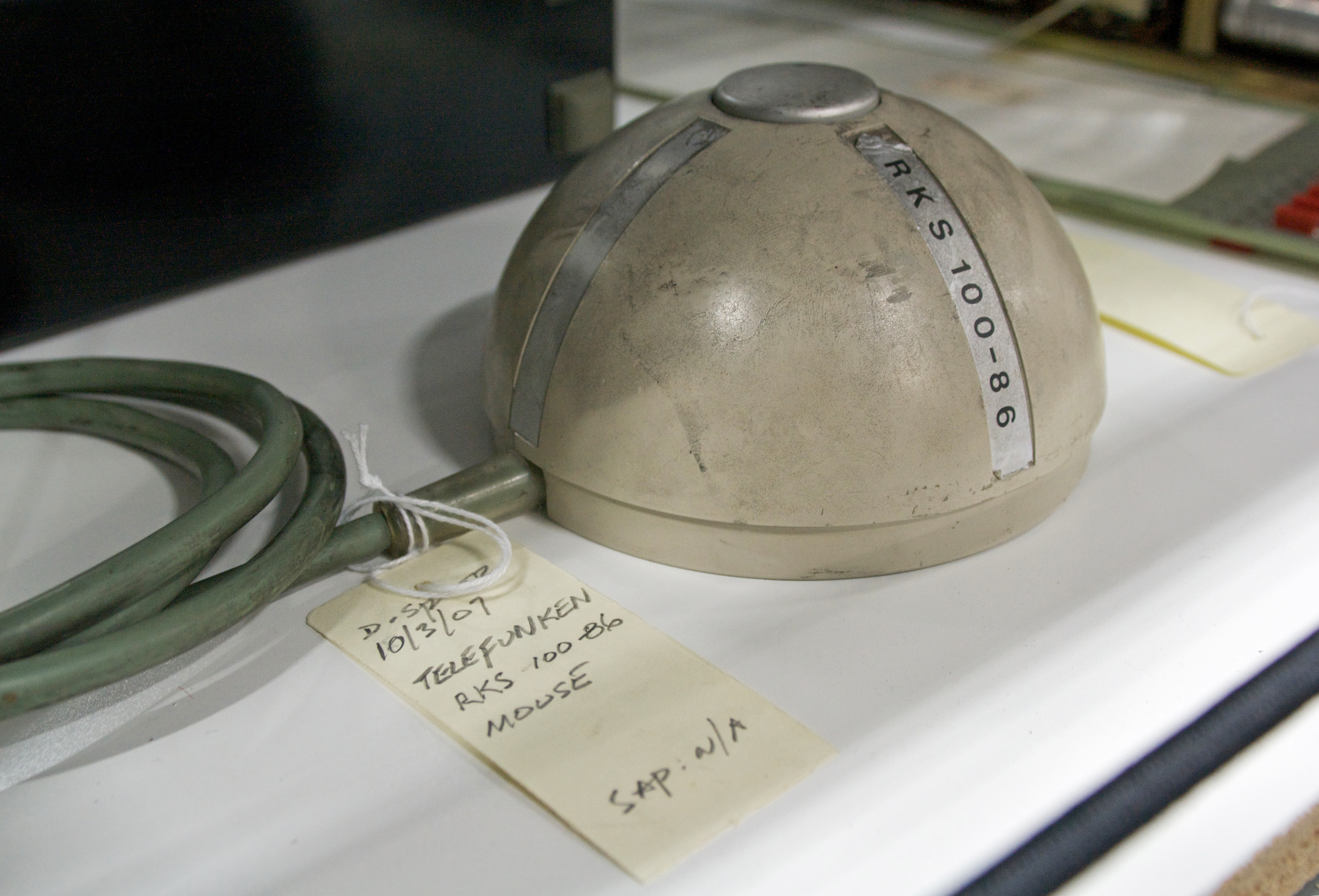
1968년 공 기반의 텔레풍켄 Rollkugelsteuerung RKS 100-86

1968년 10월 2일, 엥겔바트의 프로토타입보다 3년 뒤지만 그의 공개 데모보다 두 달 이상 앞서, 독일 회사 아에게-텔레풍켄의 판매 브로슈어에 Rollkugelsteuerung("트랙볼 제어"를 뜻하는 독일어)이라는 마우스 장치가 자사 프로세스 컴퓨터 TR 86 및 TR 440 메인 프레임 시스템의 일부인 SIG 100 벡터 그래픽 터미널의 선택적 입력 장치로 소개되었다. 이 마우스 장치는 훨씬 더 이전의 트랙볼 장치를 기반으로 1966년에 회사에서 독립적인 발견으로 개발되었다. 이름이 시사하듯, 엥겔바트의 마우스와 달리 텔레풍켄 모델은 이미 공(지름 40 mm, 무게 40 g)과 두 개의 기계식 4비트 회전 위치 변환기를 가지고 있었고, 이는 그레이 부호와 유사한 상태로 어떤 방향으로든 쉽게 움직일 수 있었다. 비트는 최소 두 개의 연속적인 상태에 대해 안정적으로 유지되어 디바운싱 요구 사항을 완화했다. 이 배열은 데이터를 TR 86 프론트엔드 프로세스 컴퓨터로 전송하고 c. 50 보의 속도로 장거리 텔렉스 라인을 통해 전송할 수 있도록 선택되었다. 465 그램 (16.4 oz)의 무게를 가진 이 장치는 전체 높이가 약 7 cm (2.8 in)였으며, 직경이 약 c. 12 cm (4.7 in)인 반구형 사출 성형 열가소성 케이스에 하나의 중앙 푸시 버튼이 특징이었다.

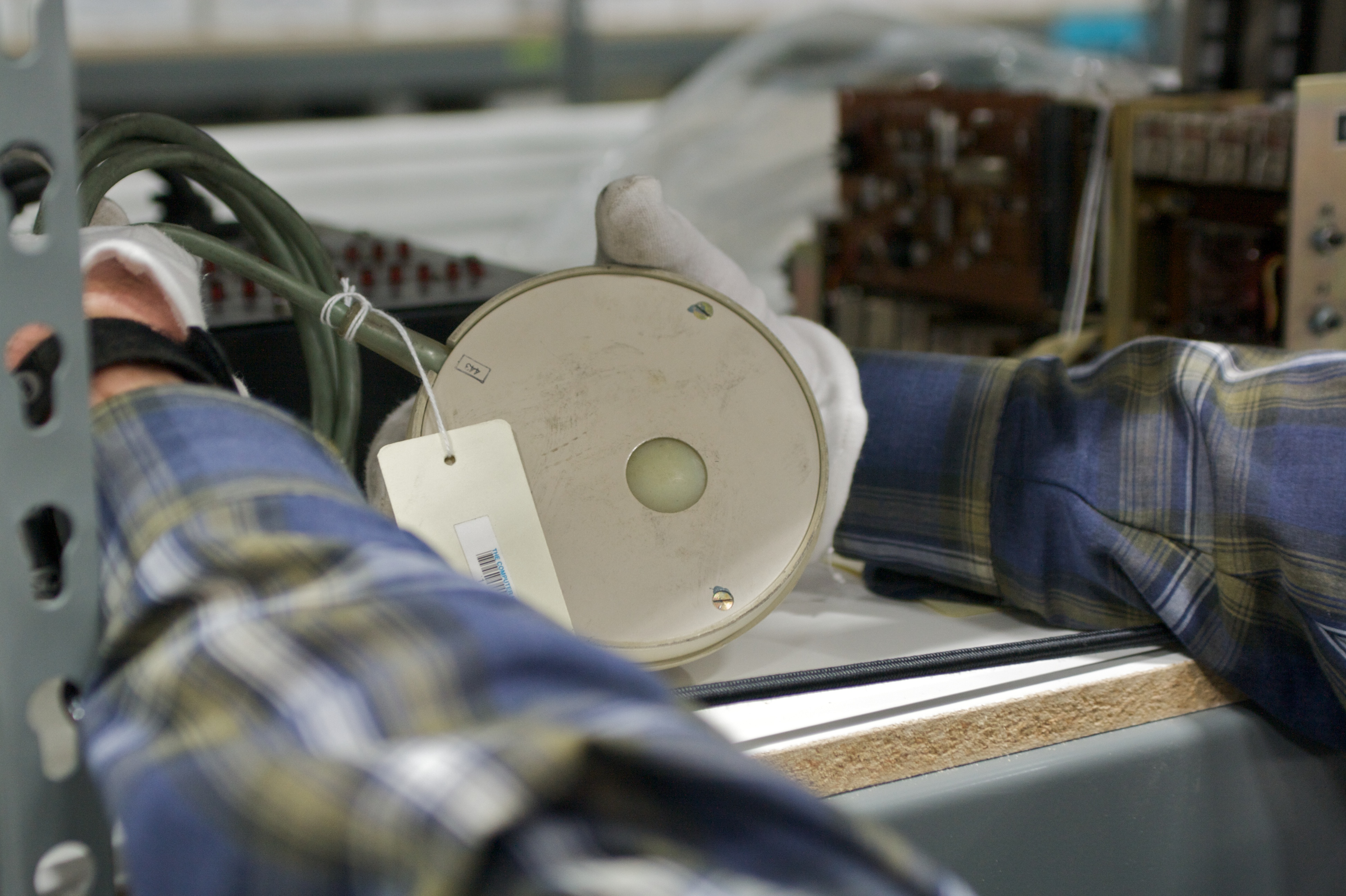
텔레풍켄 Rollkugel RKS 100-86의 바닥면에는 공이 보인다.

위에서 언급했듯이, 이 장치는 레이더 비행 제어 데스크에 내장된 이전의 트랙볼 유사 장치(역시 Rollkugel이라고 불림)를 기반으로 했다. 이 트랙볼은 원래 라이너 말레브레인이 이끄는 텔레풍켄 Konstanz 팀이 독일 연방 항공 교통 관제국을 위해 개발했다. 이는 1963년부터 설계 및 개발된 해당 워크스테이션 시스템 SAP 300 및 터미널 SIG 3001의 일부였다. TR 440 메인프레임 개발은 1965년에 시작되었다. 이는 SIG 100-86 터미널을 갖춘 TR 86 프로세스 컴퓨터 시스템의 개발로 이어졌다. 대학 고객과의 토론에서 영감을 받아, 말레브라인은 1966년에 기존의 Rollkugel 트랙볼을 움직일 수 있는 마우스와 같은 장치로 "역전"하는 아이디어를 떠올렸다. 그래서 고객들이 이전 트랙볼 장치를 장착하기 위한 구멍으로 인해 번거로움을 겪지 않도록 했다. 이 장치는 1968년 초에 완성되었으며, 라이트 펜과 트랙볼과 함께 그해 후반부터 시스템의 선택적 입력 장치로 상업적으로 제공되었다. 모든 고객이 이 장치를 구매한 것은 아니었다. 이 장치는 메인프레임 거래에 이미 최대 2천만 DM이 드는 비용에 개당 1500 DM을 추가했으며, 총 46개 시스템만 판매 또는 임대되었다. 이들은 RWTH 아헨, 베를린 공과대학교, 슈투트가르트 대학교 및 콘스탄츠를 포함한 20개 이상의 독일 대학에 설치되었다. 1972년 뮌헨의 라이프니츠 슈퍼컴퓨팅 센터에 설치된 여러 Rollkugel 마우스는 박물관에 잘 보존되어 있으며, 다른 두 개는 슈투트가르트 대학교 박물관에, 두 개는 함부르크에, 아헨의 마우스는 미국 컴퓨터 역사 박물관에, 또 다른 샘플은 최근 파더본의 하인츠 닉스도르프 박물관 (HNF)에 기증되었다. 텔레풍켄의 장치 특허 시도가 발명성 부족으로 독일 특허청에 의해 거부되었다는 일화적인 보고가 있다. 항공 교통 관제 시스템을 위해, 말레브라인 팀은 이미 디스플레이 앞에 초음파 커튼 기반 포인팅 장치 형태의 터치스크린의 전신을 개발했다. 1970년에는 전도성 코팅 유리 화면을 기반으로 한 "터치입력-Einrichtung"("터치 입력 장치")이라는 장치를 개발했다.

### 개인용 컴퓨터 및 워크스테이션용 최초의 마우스
제록스 알토는 1973년 개인용으로 설계된 최초의 컴퓨터 중 하나이며 마우스를 사용한 최초의 현대 컴퓨터로 간주된다. 앨런 케이는 16x16 마우스 커서 아이콘을 왼쪽 가장자리는 수직으로, 오른쪽 가장자리는 45도로 디자인하여 비트맵에 잘 표시되도록 했다.PARC의 알토에 영감을 받아, 니클라우스 비르트 팀이 ETH 취리히에서 1978년에서 1980년 사이에 개발한 컴퓨터인 릴리스도 마우스를 제공했다. 컴퓨터의 일부로 통합된 마우스의 세 번째 상용 버전이자 개인용 컴퓨터 탐색용으로 의도된 마우스는 1981년 제록스 8010 스타와 함께 출시되었다.

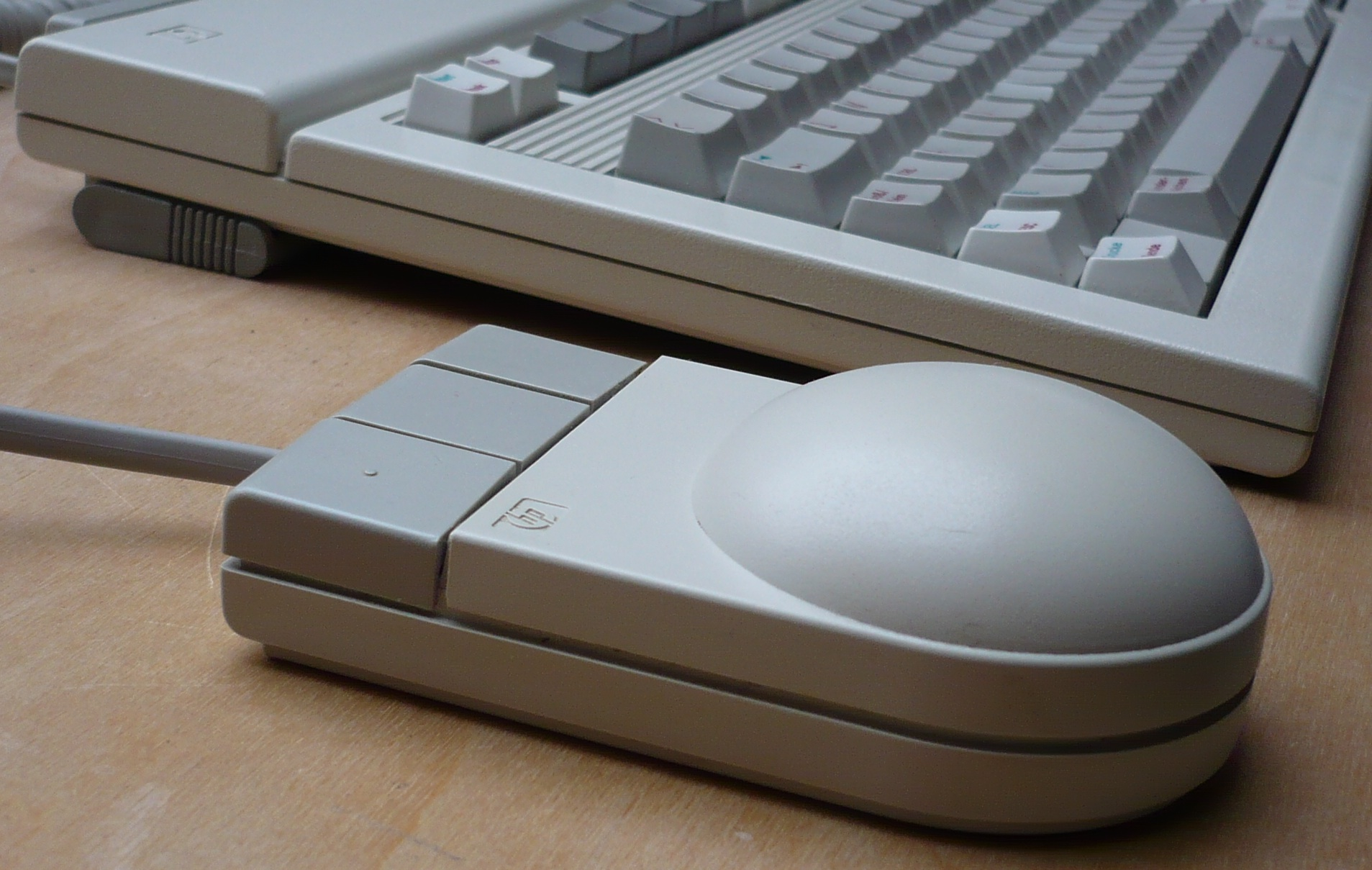
1984년 HP-HIL 마우스

1982년까지 제록스 8010은 마우스를 장착한 가장 잘 알려진 컴퓨터였다. 썬-1도 마우스를 함께 제공했으며, 출시 예정인 애플 리사도 마우스를 사용할 것이라는 소문이 돌았지만, 이 주변 장치는 여전히 잘 알려지지 않았다. 마우스 하우스의 잭 홀리(Jack Hawley)는 한 대형 조직의 구매자가 처음에는 자신의 회사가 실험용 쥐를 판매한다고 생각했다고 보고했다. 제록스용 마우스를 제조했던 홀리는 "현재로서는 사실상 제가 시장을 독점하고 있습니다"라고 말했으며, 홀리 마우스는 415달러였다. 1982년, 로지텍은 라스베이거스의 콤덱스(Comdex) 전시회에서 첫 하드웨어 마우스인 P4 마우스를 선보였다. 같은 해 마이크로소프트는 MS-DOS 프로그램인 마이크로소프트 워드를 마우스 호환 가능하게 만들기로 결정하고 최초의 PC 호환 마우스를 개발했다. 마이크로소프트 마우스는 1983년에 출시되었으며, 이로써 회사의 마이크로소프트 하드웨어 부문이 시작되었다. 그러나 마우스는 1984년 매킨토시 128K(단일 버튼 리사 마우스의 업데이트된 버전 포함)의 등장과 1985년 아미가 1000 및 아타리 ST의 등장 전까지는 비교적 잘 알려지지 않았다. 1980년대 중반부터는 코모도어 64 및 128용으로 코모도어 1351과 같은 많은 8비트 가정용 컴퓨터용 애프터마켓 마우스가 제공되었으며, MSX 시리즈용 NEOS 마우스도 제공되었다. 한편 AMX 마우스는 아콘 BBC 마이크로 및 일렉트론, 싱클레어 ZX 스펙트럼 및 암스트라드 CPC 라인용으로 제공되었다.

## 작동 방식
마우스는 일반적으로 그래픽 사용자 인터페이스(GUI)에서 포인터의 움직임을 2차원으로 제어한다. 마우스는 손의 앞뒤, 좌우 움직임을 해당 전자 신호로 변환하여 포인터를 움직이는 데 사용한다.
표면 위에서 마우스의 상대적인 움직임은 화면의 포인터 위치에 적용되어 사용자의 동작이 일어나는 지점을 나타내므로, 손의 움직임이 포인터에 의해 재현된다. 클릭하거나 가리키는 동작(커서가 영역 경계 내에 있을 때 움직임을 멈추는 것)은 이름 목록에서 파일, 프로그램 또는 작업을 선택하거나(그래픽 인터페이스에서) "아이콘"이라고 불리는 작은 이미지 및 기타 요소를 통해 선택할 수 있다. 예를 들어, 텍스트 파일은 종이 노트북 그림으로 표현될 수 있으며, 커서가 이 아이콘을 가리킬 때 클릭하면 텍스트 편집 프로그램이 창에서 파일을 열 수 있다.
마우스를 작동하는 여러 방식은 GUI에서 특정 동작을 발생시킨다:
- 가리키기(Point): 사용자가 상호 작용하려는 개체의 경계 내에 있을 때 포인터의 움직임을 멈춘다. 이러한 가리키는 동작에서 "포인터"와 "포인팅 장치"라는 이름이 유래했다. 웹 디자인 용어에서는 가리키는 것을 "호버링(hovering)"이라고 한다. 이 용어는 웹 프로그래밍과 안드로이드 프로그래밍으로 확산되어 현재 많은 맥락에서 사용된다.
- 클릭(Click): 버튼을 누르고 놓는 동작.
  - (왼쪽) 싱글 클릭: 주 버튼을 클릭하는 것.
  - (왼쪽) 더블 클릭: 버튼을 빠르게 두 번 클릭하는 것은 두 번의 개별 싱글 클릭과는 다른 제스처로 간주된다.
  - (왼쪽) 트리플 클릭: 버튼을 빠르게 세 번 클릭하는 것은 세 번의 개별 싱글 클릭과는 다른 제스처로 간주된다. 트리플 클릭은 전통적인 탐색에서는 훨씬 덜 흔하다.
  - 오른쪽 클릭: 보조 버튼을 클릭하는 것. 현대 애플리케이션에서는 주로 콘텍스트 메뉴를 연다.
  - 미들 클릭: 보조 버튼을 클릭하는 것. 대부분의 경우 스크롤 휠도 해당된다.
  - 네 번째 버튼 클릭.
  - 다섯 번째 버튼 클릭.
  - USB 표준은 마우스 및 기타 장치에 대해 최대 65535개의 고유한 버튼을 정의하지만,[60] 실제로는 3개 이상의 버튼은 거의 구현되지 않는다.
- 드래그(Drag): 버튼을 누른 채 유지하고, 버튼을 놓기 전에 마우스를 움직이는 것. 이것은 주로 드래그 앤드 드롭을 통해 파일이나 다른 개체를 이동하거나 복사하는 데 사용된다. 다른 용도로는 그래픽 애플리케이션에서 텍스트 선택 및 그리기 등이 있다.
- 마우스 버튼 코드 또는 코드 클릭:
  - 두 개 이상의 버튼을 동시에 클릭하는 것.
  - 키보드에서 글자를 동시에 입력하면서 클릭하는 것.
  - 마우스 휠을 클릭하고 동시에 돌리는 것.
- 수식키를 누른 상태에서 클릭하는 것.
- 포인터를 먼 거리로 이동: 마우스 이동의 실용적인 한계에 도달하면 마우스를 들어 올린 후 작업 영역의 반대쪽 가장자리로 옮긴 다음 작업 표면에 다시 내려놓는다. 이는 종종 필요하지 않은데, 가속 소프트웨어가 빠른 움직임을 감지하여 느린 마우스 움직임보다 훨씬 빠르게 포인터를 움직이기 때문이다.
- 멀티터치: 이 방법은 여러 손가락의 탭 입력을 지원하는 노트북의 멀티터치 터치패드와 유사하며, 가장 유명한 예시는 애플 매직 마우스이다.

### 제스처
제스처 인터페이스는 현대 컴퓨팅의 필수적인 부분이 되어 사용자가 장치와 보다 직관적이고 자연스러운 방식으로 상호 작용할 수 있게 한다. 전통적인 포인팅 및 클릭 동작 외에도, 사용자는 이제 제스처 입력을 사용하여 명령을 내리거나 특정 작업을 수행할 수 있다. "제스처"라고 불리는 이러한 양식화된 마우스 커서의 움직임은 사용자 경험을 향상시키고 작업 흐름을 간소화할 수 있는 잠재력을 가지고 있다.
제스처 인터페이스의 개념을 설명하기 위해, 드로잉 프로그램을 예로 들어보자. 이 시나리오에서 사용자는 캔버스에서 도형을 삭제하기 위해 제스처를 사용할 수 있다. 도형 위로 마우스 커서를 "x" 모양으로 빠르게 움직여서, 사용자는 선택된 도형을 삭제하는 명령을 트리거할 수 있다. 이 제스처 기반 상호 작용은 사용자가 전통적인 입력 방법에만 의존하지 않고도 빠르고 효율적으로 작업을 수행할 수 있게 한다.
제스처 인터페이스는 사용자에게 더 몰입적이고 상호 작용적인 경험을 제공하지만, 또한 도전 과제를 제시한다. 주요 어려움 중 하나는 사용자로부터 더 섬세한 운동 제어 능력이 요구된다는 점이다. 제스처는 정밀한 움직임을 요구하며, 이는 손재주가 제한적이거나 이러한 상호 작용 방식에 익숙하지 않은 사람들에게는 더 어려울 수 있다.
그러나 이러한 어려움에도 불구하고, 제스처 인터페이스는 복잡한 작업을 단순화하고 효율성을 향상시키는 능력 때문에 인기를 얻고 있다. 여러 제스처 관례가 널리 채택되어 사용자에게 더 접근하기 쉬워졌다. 그러한 관례 중 하나는 드래그 앤 드롭 제스처로, 다양한 애플리케이션과 플랫폼에서 널리 사용되고 있다.
드래그 앤 드롭 제스처는 사용자가 화면의 개체를 원활하게 조작할 수 있게 하는 기본적인 제스처 관례이다. 여기에는 사용자가 수행하는 일련의 동작이 포함된다.
1. 커서가 인터페이스 개체 위에 있을 때 마우스 버튼을 누르는 것.
2. 버튼을 누른 채 커서를 다른 위치로 이동하는 것.
3. 마우스 버튼을 놓아 동작을 완료하는 것.

이 제스처는 사용자가 개체를 손쉽게 전송하거나 재배열할 수 있게 한다. 예를 들어, 사용자는 파일을 나타내는 그림을 휴지통 이미지 위로 드래그 앤 드롭하여 파일을 삭제할 의도를 나타낼 수 있다. 이러한 직관적이고 시각적인 상호 작용 방식은 디지털 콘텐츠를 정리하고 파일 관리 작업을 단순화하는 것과 동의어가 되었다.
드래그 앤 드롭 제스처 외에도, 제스처 인터페이스 패러다임 내에서 여러 다른 의미론적 제스처가 표준 관례로 등장했다. 이러한 제스처는 특정 목적을 수행하며 보다 직관적인 사용자 경험에 기여한다. 주목할 만한 의미론적 제스처 중 일부는 다음과 같다.
- 교차 기반 목표: 이 제스처는 특정 경계 또는 임계값을 화면에서 교차하여 동작을 트리거하거나 작업을 완료하는 것을 포함한다. 예를 들어, 장치를 잠금 해제하거나 선택을 확인하기 위해 화면을 스와이프하는 것.
- 메뉴 이동: 메뉴 이동 제스처는 계층적 메뉴 또는 옵션을 통한 탐색을 용이하게 한다. 사용자는 스와이프 또는 스크롤과 같은 제스처를 수행하여 다른 메뉴 수준을 탐색하거나 특정 명령을 활성화할 수 있다.
- 가리키기: 가리키기 제스처는 개체 또는 요소 위로 마우스 커서를 위치시켜 상호 작용하는 것을 포함한다. 이 기본적인 제스처는 사용자가 선택, 클릭 또는 상황에 맞는 메뉴에 접근할 수 있게 한다.
- 마우스 오버(가리키기 또는 호버링): 마우스 오버 제스처는 클릭 없이 커서가 개체 위에 위치할 때 발생한다. 이 동작은 종종 시각적 변화를 트리거하거나 개체에 대한 추가 정보를 표시하여 사용자에게 실시간 피드백을 제공한다.

이러한 표준 의미론적 제스처는 드래그 앤 드롭 관례와 함께 제스처 인터페이스의 구성 요소가 되어 사용자가 직관적이고 자연스러운 움직임을 사용하여 디지털 콘텐츠와 상호 작용할 수 있게 한다.

### 특정 용도

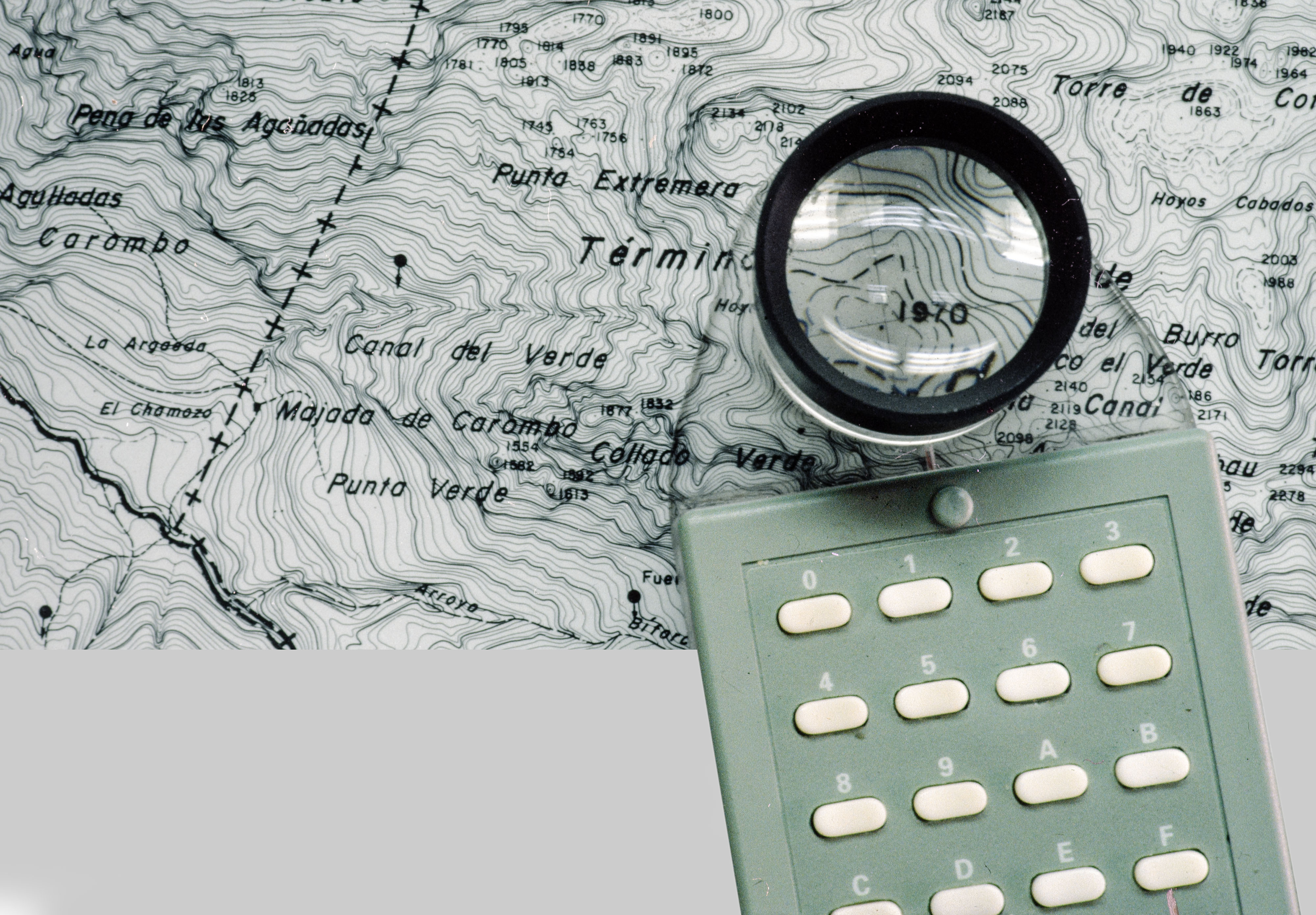
디지타이저 마우스 (퍽)

20세기 말, 확대경을 장착한 디지타이저 마우스(퍽)는 오토캐드와 함께 청사진의 디지털화에 사용되었다.
마우스 입력의 다른 용도는 특수 애플리케이션 도메인에서 흔히 발생한다. 3차원 그래픽스에서는 마우스의 움직임이 가상 객체 또는 카메라의 방향 변화로 직접 변환되는 경우가 많다. 예를 들어, 1인칭 슈팅 게임 장르(아래 참조)에서는 플레이어가 일반적으로 마우스를 사용하여 가상 플레이어의 "머리"가 향하는 방향을 제어한다. 마우스를 위로 움직이면 플레이어가 위를 바라보며 플레이어 머리 위의 시야를 드러낸다. 관련 기능은 객체의 이미지를 회전시켜 모든 면을 검사할 수 있도록 한다. 3D 디자인 및 애니메이션 소프트웨어는 종종 모달 방식으로 여러 다른 조합을 코드화하여 마우스가 감지할 수 있는 몇 가지 움직임 축으로 객체와 카메라를 공간에서 회전하고 이동할 수 있도록 한다.
마우스에 두 개 이상의 버튼이 있는 경우, 소프트웨어는 각 버튼에 다른 기능을 할당할 수 있다. 일반적으로 마우스의 주 버튼(오른손잡이 구성에서 가장 왼쪽)은 항목을 선택하고, 보조 버튼(오른손잡이 구성에서 가장 오른쪽)은 해당 항목에 적용 가능한 대체 동작 메뉴를 불러온다. 예를 들어, 두 개 이상의 버튼이 있는 플랫폼에서 모질라 웹 브라우저는 주 버튼 클릭에 응답하여 링크를 따르고, 보조 버튼 클릭에 응답하여 해당 링크에 대한 상황별 메뉴를 불러오며, 종종 보조(가운데) 마우스 버튼 클릭에 응답하여 링크를 새 창이나 탭에서 연다.

## 유형

### 기계식 마우스
독일 회사 텔레풍켄은 1968년 10월 2일 초기 볼 마우스를 발표했다. 텔레풍켄의 마우스는 자사 컴퓨터 시스템의 선택 사양으로 판매되었다. 엥겔바트의 원래 마우스를 제작한 빌 잉글리시는 제록스 PARC에서 근무하던 1972년에 볼 마우스를 만들었다.
볼 마우스는 외부 바퀴를 모든 방향으로 회전할 수 있는 단일 볼로 대체했다. 이 마우스는 제록스 알토 컴퓨터의 하드웨어 패키지의 일부로 제공되었다. 마우스 본체 내부에 수직으로 배치된 차단기 바퀴는 광 센서로 향하는 빛의 빔을 차단하여 볼의 움직임을 감지했다. 이 마우스 변형은 뒤집힌 트랙볼과 유사했으며, 1980년대와 1990년대 내내 개인용 컴퓨터와 함께 사용되는 주요 형태가 되었다. 제록스 PARC 그룹은 또한 양손으로 풀 사이즈 키보드를 타이핑하고 필요할 때 마우스를 잡는 현대적인 기술을 정립했다.

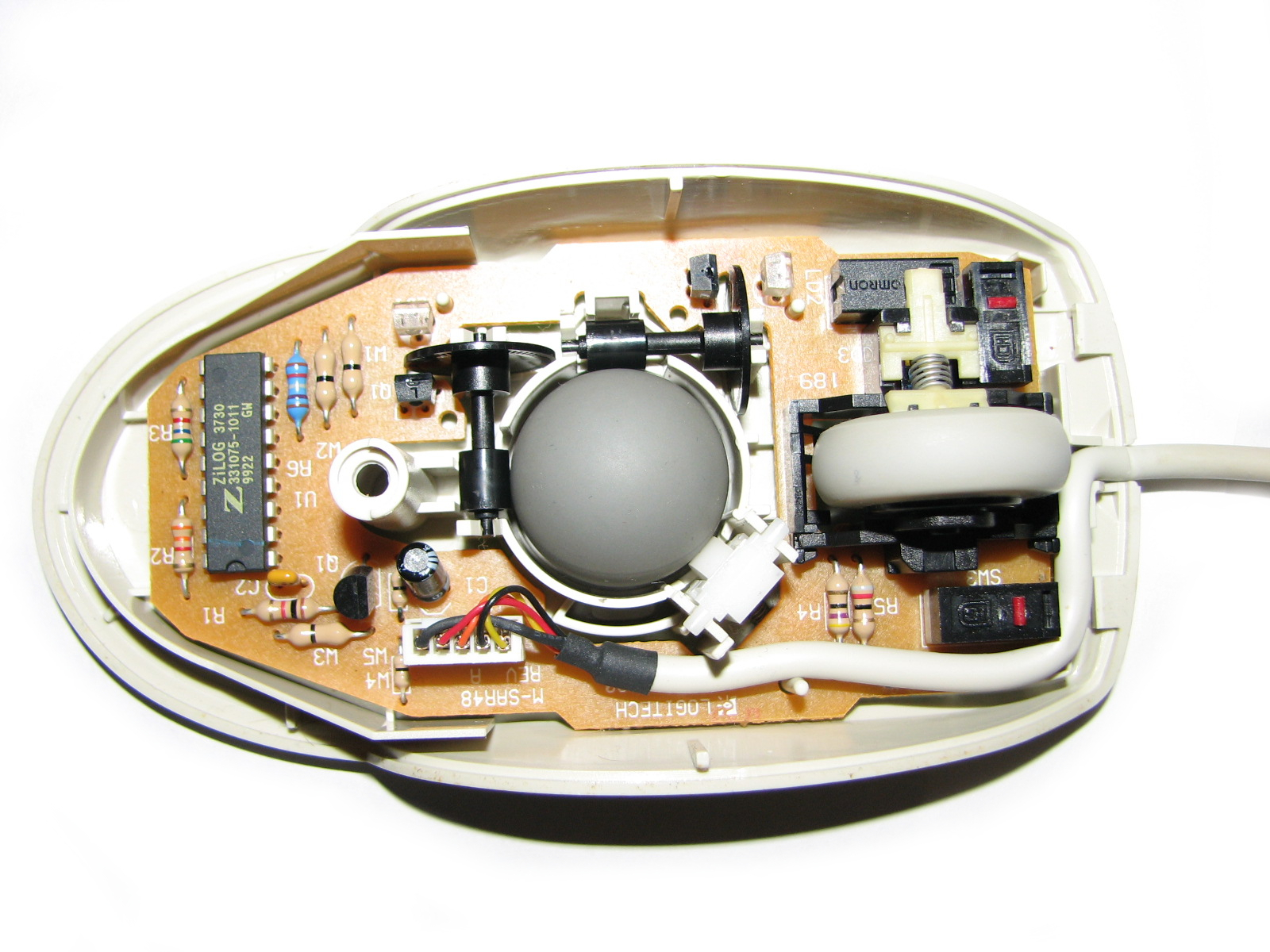
상단 덮개가 제거된 기계식 마우스. 스크롤 휠은 회색으로, 볼의 오른쪽에 있다.

볼 마우스에는 두 개의 자유롭게 회전하는 롤러가 있다. 이들은 90도 간격으로 떨어져 있다. 한 롤러는 마우스의 앞뒤 움직임을 감지하고 다른 하나는 좌우 움직임을 감지한다. 두 롤러의 반대편에는 세 번째 롤러(사진에서 45도 각도의 흰색)가 스프링으로 장착되어 볼을 다른 두 롤러에 밀어붙인다. 각 롤러는 슬롯이 있는 가장자리를 가진 엔코더 휠과 같은 샤프트에 있다. 슬롯은 적외선 빛줄기를 가로막아 휠 움직임을 나타내는 전기 펄스를 생성한다. 각 휠의 디스크에는 한 쌍의 빛줄기가 있는데, 주어진 빛줄기가 가로막히거나 다시 자유롭게 빛을 통과시키기 시작할 때 쌍의 다른 빛줄기가 변화 중간쯤에 위치하도록 배치되어 있다.
간단한 논리 회로는 상대적인 타이밍을 해석하여 휠이 어느 방향으로 회전하는지 나타낸다. 이 증분 회전 엔코더 방식은 두 개의 광 센서가 대략 직교 위상의 신호를 생성하기 때문에 휠 회전의 직교 엔코딩이라고도 불린다. 마우스는 이러한 신호를 마우스 케이블을 통해 컴퓨터 시스템으로 전송하는데, 매우 오래된 제록스 마우스와 같은 마우스에서는 논리 신호로 직접 전송하고, 현대 마우스에서는 데이터 포맷 IC를 통해 전송한다. 시스템의 드라이버 소프트웨어는 이 신호를 컴퓨터 화면에서 X 및 Y 축을 따라 마우스 커서의 움직임으로 변환한다.

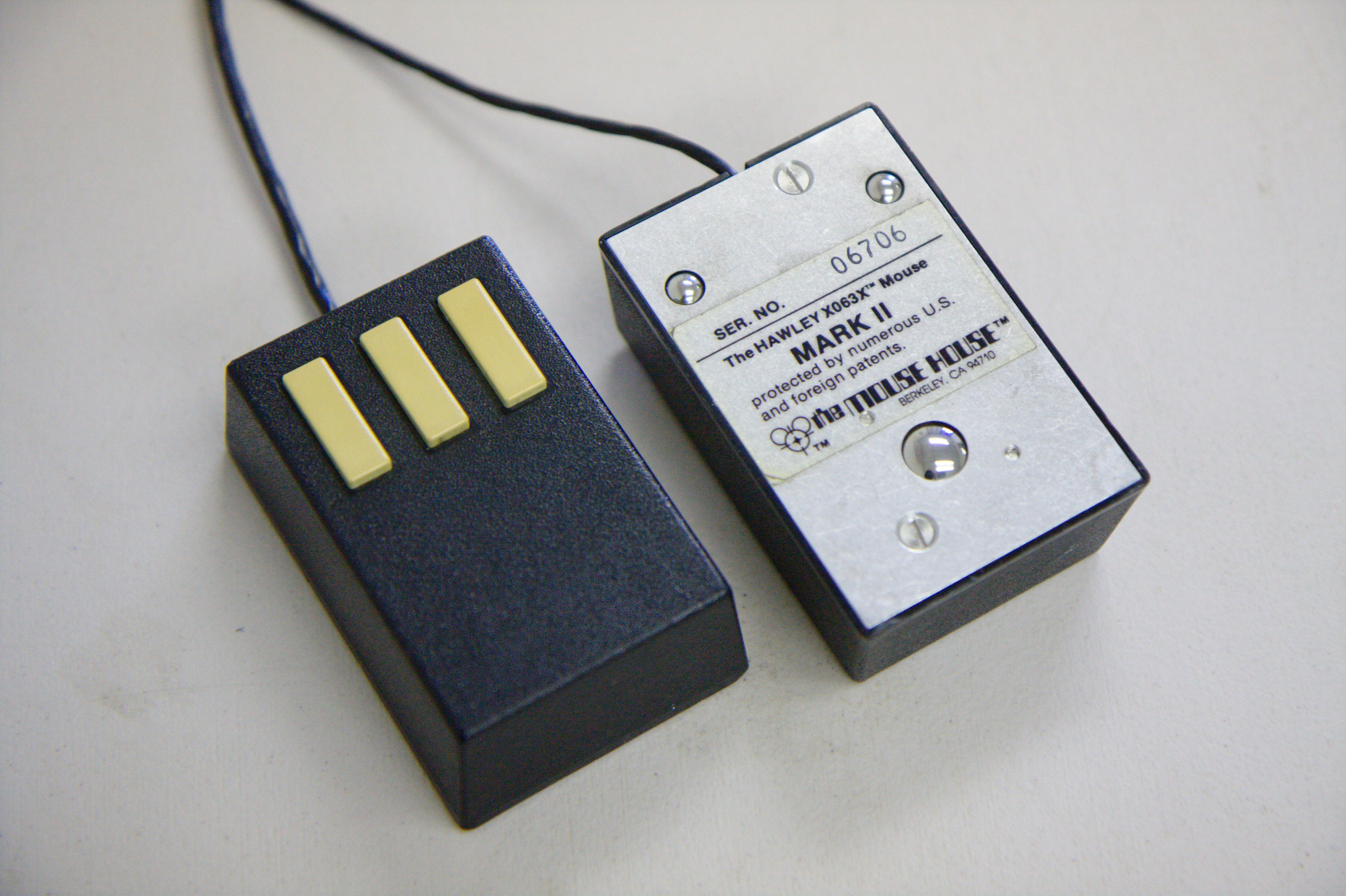
마우스 하우스의 홀리 마크 II 마우스

볼은 대부분 강철이며, 정밀한 구형 고무 표면을 가지고 있다. 볼의 무게는 마우스 아래에 적절한 작업 표면이 있을 때 안정적인 그립을 제공하여 마우스의 움직임이 정확하게 전달된다. 볼 마우스와 휠 마우스는 1975년부터 버클리의 더 마우스 하우스(The Mouse House)에서 사업을 하던 잭 홀리(Jack Hawley)에 의해 제록스용으로 제조되었다. 마우스 하우스의 소유주인 잭 홀리의 또 다른 발명품을 기반으로, 허니웰은 또 다른 유형의 기계식 마우스를 생산했다. 볼 대신, 그것은 축을 벗어나 회전하는 두 개의 바퀴를 가지고 있었다. 키 트로닉(Key Tronic)은 나중에 유사한 제품을 생산했다.
현대 컴퓨터 마우스는 장 다니엘 니쿠 교수와 엔지니어이자 시계공인 앙드레 기냐르의 영감을 받아 로잔 연방 공과대학교(EPFL)에서 형태를 갖추었다. 이 새로운 디자인은 단일한 단단한 고무 마우스 볼과 세 개의 버튼을 통합했으며, 1990년대 스크롤 휠 마우스가 주류로 채택될 때까지 일반적인 디자인으로 남아 있었다. 1985년, 르네 솜머는 니쿠와 기냐르의 디자인에 마이크로프로세서를 추가했다. 이 혁신을 통해 솜머는 마우스를 더욱 "지능적"으로 만든 마우스의 중요한 구성 요소를 발명한 것으로 인정받는다. 비록 마우스 시스템즈의 광학 마우스는 1984년까지 마이크로프로세서를 통합했지만.
또 다른 종류의 기계식 마우스인 "아날로그 마우스"(현재는 일반적으로 구식으로 간주됨)는 인코더 휠 대신 전위차계를 사용하며, 일반적으로 아날로그 조이스틱과 플러그 호환되도록 설계되었다. 라디오셱이 원래 자사의 TRS-80 컬러 컴퓨터용으로 판매했던 "컬러 마우스"(조이스틱 입력이 가능한 MS-DOS 기계에서도 사용 가능하며, 소프트웨어가 조이스틱 입력을 받아들인다는 전제하에)가 가장 잘 알려진 예시였다.

### 광학 및 레이저 마우스

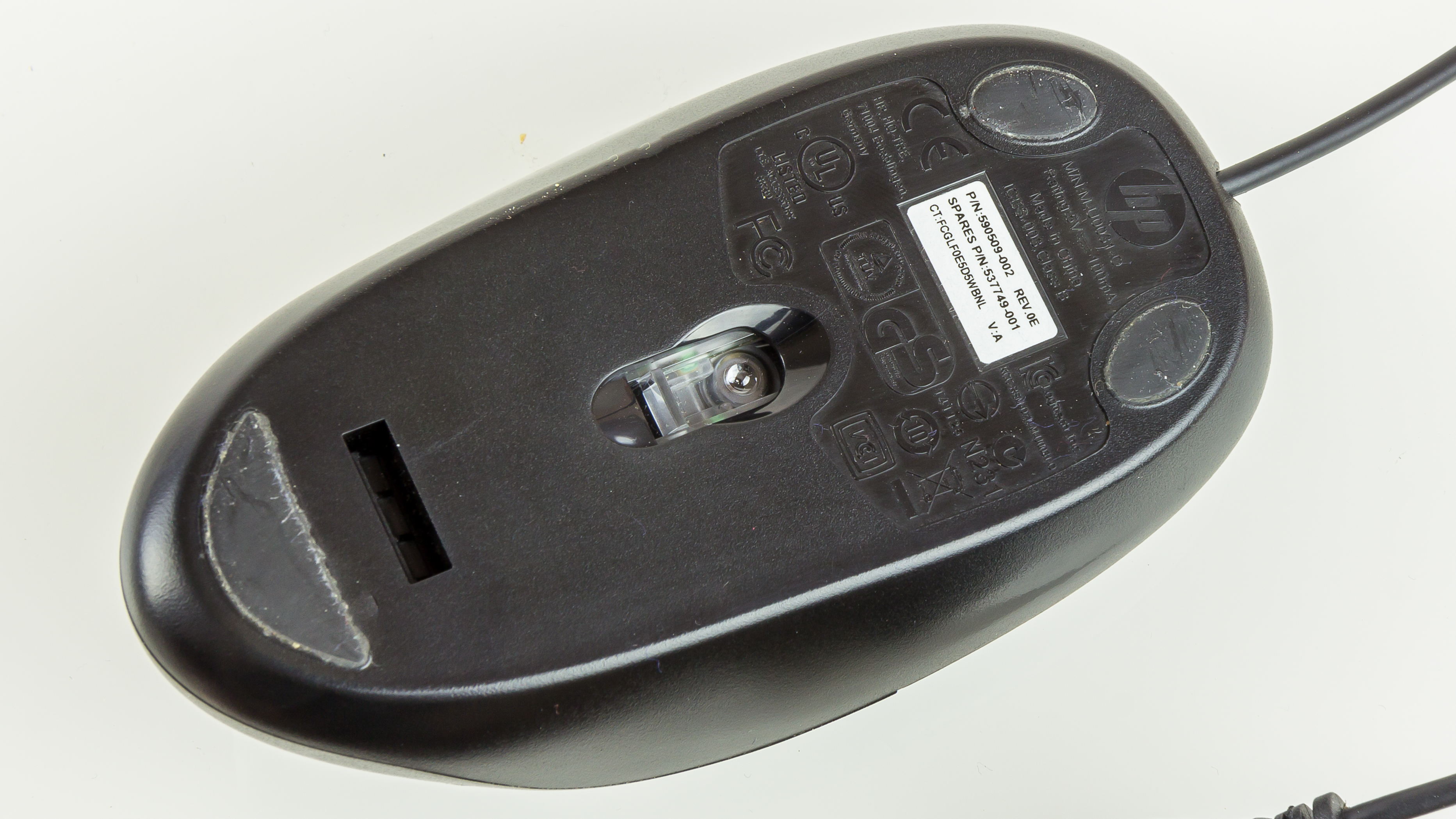
광학 마우스의 아랫면

초기 광학 마우스는 움직임을 감지하기 위해 발광 다이오드(LED) 하나 이상과 광다이오드 이미징 배열에 전적으로 의존하여 기계식 마우스가 광학 부품 외에 사용하는 내부 움직이는 부품을 배제했다. 레이저 마우스는 코히어런트(레이저) 빛을 사용하는 광학 마우스이다.
초기 광학 마우스는 미리 인쇄된 마우스패드 표면에서 움직임을 감지했지만, 현대의 LED 광학 마우스는 대부분의 불투명한 확산 표면에서 작동한다. 광택이 있는 돌과 같은 거울 표면에서는 움직임을 감지하지 못하는 경우가 많다. 레이저 다이오드는 좋은 해상도와 정밀도를 제공하여 불투명한 거울 표면에서도 성능을 향상시킨다. 나중에 등장한, 표면에 덜 의존적인 광학 마우스는 광전자 센서(본질적으로 작은 저해상도 비디오 카메라)를 사용하여 마우스가 작동하는 표면의 연속적인 이미지를 촬영한다. 배터리로 작동하는 무선 광학 마우스는 전력 절약을 위해 LED를 간헐적으로 깜빡이며, 움직임이 감지될 때만 꾸준히 빛난다.

### 관성 및 자이로스코프 마우스
작동하는 데 표면이 필요 없기 때문에 흔히 "에어 마우스"라고 불리는 관성 마우스는 튜닝 포크 또는 다른 가속도계(미국 특허 4787051)를 사용하여 지원되는 모든 축의 회전 움직임을 감지한다. 가장 일반적인 모델(로지텍과 자이레이션에서 제조)은 2도 회전 자유도를 사용하여 공간적 이동에 둔감하다. 사용자는 커서를 움직이기 위해 작은 손목 회전만 필요하여 사용자 피로나 "고릴라 팔"을 줄인다.
일반적으로 무선이며, 사용하지 않을 때 움직임 회로를 비활성화하는 스위치가 있어 사용자가 커서 위치에 영향을 주지 않고 자유롭게 움직일 수 있다. 관성 마우스에 대한 특허는 이러한 마우스가 광학 기반 마우스보다 전력을 덜 소비하고, 향상된 감도, 감소된 무게 및 향상된 사용 편의성을 제공한다고 주장한다. 무선 키보드와 결합하여 관성 마우스는 평평한 작업 표면을 필요로 하지 않는 대체 인체 공학적 배열을 제공할 수 있어 작업장 자세와 관련된 일부 유형의 반복적 스트레스 부상을 완화할 수 있다.

### 3D 마우스
3D 마우스는 3D 컴퓨터 그래픽 소프트웨어에서 가상 객체 조작, 뷰포트 탐색, 카메라 경로 정의, 포즈 설정, 데스크톱 모션 캡처 등 최소 3개 이상의 자유도(DoF)를 가진 뷰포트 상호 작용을 위한 컴퓨터 입력 장치이다. 3D 마우스는 또한 스페이스오브 360과 같은 비디오 게임 상호 작용을 위한 공간 컨트롤러로 사용될 수 있다. 이러한 다양한 작업을 수행하려면 사용되는 전달 함수와 장치 강성이 효율적인 상호 작용에 필수적이다.

#### 전달 함수
가상 모션은 전달 함수를 통해 3D 마우스 제어 핸들에 연결된다. 위치 제어는 가상 위치와 방향이 마우스 핸들의 변위에 비례하는 것을 의미하고, 속도 제어는 제어되는 객체의 평행 이동과 회전 속도가 핸들 변위에 비례하는 것을 의미한다. 전달 함수의 또 다른 필수적인 특성은 상호 작용 은유이다.
- 손 안의 객체 은유: 외부 중심적인 은유로, 입력 장치에 따라 장면이 움직인다. 입력 장치의 핸들이 시계 방향으로 회전하면 장면이 시계 방향으로 회전한다. 핸들이 왼쪽으로 이동하면 장면이 왼쪽으로 이동하는 식이다.
- 손 안의 카메라 은유: 자기 중심적인 은유로, 사용자의 시야가 가상 카메라의 직접적인 움직임에 의해 제어된다. 핸들이 시계 방향으로 회전하면 장면이 시계 반대 방향으로 회전한다. 핸들이 왼쪽으로 이동하면 장면이 오른쪽으로 이동하는 식이다.

웨어(Ware)와 오스본(Osborne)은 이러한 은유를 조사하는 실험을 수행했으며, 그 결과 단 하나의 최적의 은유는 없다는 것을 보여주었다. 조작 작업의 경우 손 안의 객체 은유가 우수했지만, 탐색 작업의 경우 손 안의 카메라 은유가 우수했다.

#### 장치 강성
자이(Zhai)는 장치 강성에 대해 다음 세 가지 범주를 사용했다.
- 등장성 입력: 강성이 0인 입력 장치, 즉 자체 중심 효과가 없는 장치이다.
- 탄성 입력: 약간의 강성이 있는 장치, 즉 핸들에 가해지는 힘이 변위에 비례한다.
- 등척성 입력: 강성이 무한한 탄성 입력 장치, 즉 장치 핸들이 어떤 변위도 허용하지 않지만 힘과 토크를 기록한다.

#### 등장성 3D 마우스
로지텍 3D 마우스(1990)는 최초의 초음파 마우스이며, 6 자유도(6DoF)를 가진 등장성 3D 마우스의 예시이다. 등장성 장치는 6DoF 미만으로도 개발되었으며, 예를 들어 덴마크 공과대학교의 Inspector(5DoF 입력)가 있다.
등장성 3D 마우스의 다른 예로는 모션 컨트롤러가 있다. 즉, 일반적으로 가속도계를 사용하여 모션을 추적하는 게임 컨트롤러 유형이다. 모션 트래킹 시스템은 영화 산업 등에서 모션 캡처에도 사용되지만, 이러한 트래킹 시스템은 엄밀한 의미에서 3D 마우스가 아니다. 모션 캡처는 3D 모션을 녹화하는 것만을 의미하며 3D 상호 작용을 의미하지는 않기 때문이다.

#### 등척성 3D 마우스
속도 제어를 위한 초기 3D 마우스는 거의 이상적인 등척성 마우스였다. 예를 들어, 스페이스볼 1003, 2003, 3003, 그리고 독일 항공우주 센터(DLR)에서 개발된 장치(미국 특허 US4589810A 참조)가 있다.

#### 탄성 3D 마우스
DLR에서 탄성 6DoF 센서가 개발되었고, 이는 로지텍의 SpaceMouse와 3Dconnexion의 제품에 사용되었다. SpaceBall 4000 FLX는 최대 힘 약 10N에서 최대 변위 약 3 mm (0.12 in)를 가지며, 즉 약 33 N/cm (19 lbf/in)의 강성을 가진다. SpaceMouse는 최대 힘 4.4 N (0.99 lbf)에서 최대 변위 1.5 mm (0.059 in)를 가지며, 즉 약 30 N/cm (17 lbf/in)의 강성을 가진다. 이러한 개발을 더 발전시켜, 부드럽게 탄성 있는 Sundinlabs SpaceCat이 개발되었다. SpaceCat은 최대 병진 변위 약 15 mm (0.59 in)와 최대 회전 변위 약 30°를 가지며, 최대 힘은 2N 미만으로, 즉 약 1.3 N/cm (0.74 lbf/in)의 강성을 가진다. SpaceCat과 함께 선딘(Sundin)과 펠트(Fjeld)는 다양한 장치 강성과 전달 함수로 수행된 5가지 비교 실험을 검토하고, 포지셔닝 작업에서 6DoF 부드러운 탄성 위치 제어와 6DoF 단단한 탄성 속도 제어를 비교하는 추가 연구를 수행했다. 그들은 포지셔닝 작업에는 속도 제어보다 위치 제어가 선호된다고 결론지었다. 그들은 또한 다음과 같은 두 가지 유형의 선호하는 3D 마우스 사용법을 추론할 수 있었다.
- 등장성 또는 부드러운 탄성 위치 제어와 손 안의 객체 은유를 사용한 포지셔닝, 조작 및 도킹.
- 부드러운 또는 단단한 탄성 속도 제어와 손 안의 카메라 은유를 사용한 탐색.

3Dconnexion의 3D 마우스는 수십 년 동안 상업적으로 성공을 거두었다. 이들은 CAD에서 일반적인 마우스와 함께 사용된다. 스페이스 마우스는 비주얼 핸드로 타겟 객체를 조작하거나 시점을 변경하는 데 사용되는 반면, 주된 손은 일반적인 CAD GUI 작업을 위해 컴퓨터 마우스를 조작한다. 이는 6DoF 입력 장치가 항상 뷰포트에 연결되는 조작 가능한 사용자 인터페이스 역할을 하는 일종의 공간 다중 입력 방식이다.

#### 포스 피드백
포스 피드백을 사용하면 장치 강성을 사용자가 방금 수행한 작업에 따라 동적으로 조정할 수 있다. 예를 들어, 탐색 작업보다 포지셔닝 작업에 더 적은 강성을 적용하는 식이다.

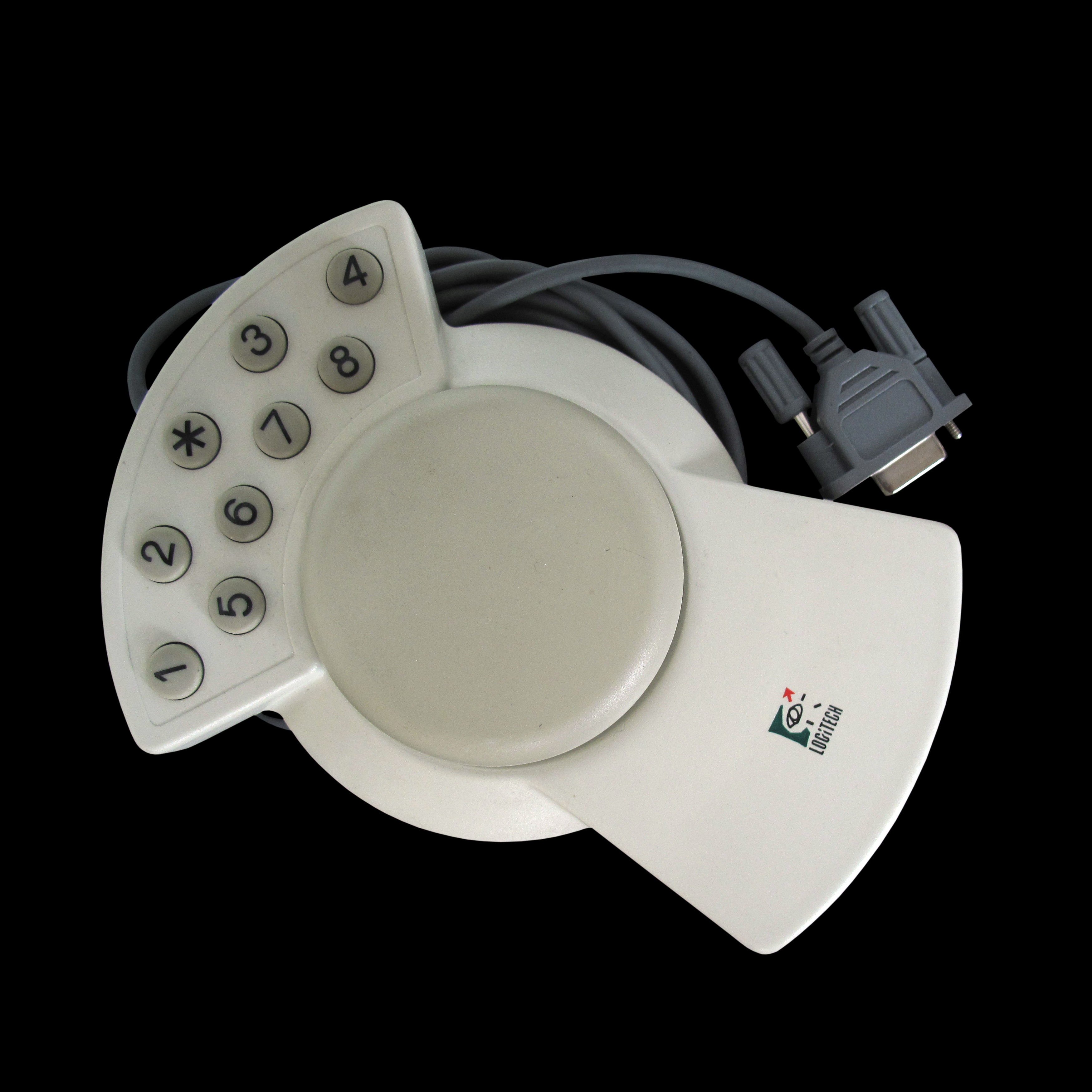
로지텍 스페이스마우스 3D. 볼로 컴퓨터 박물관, EPFL, 로잔 전시
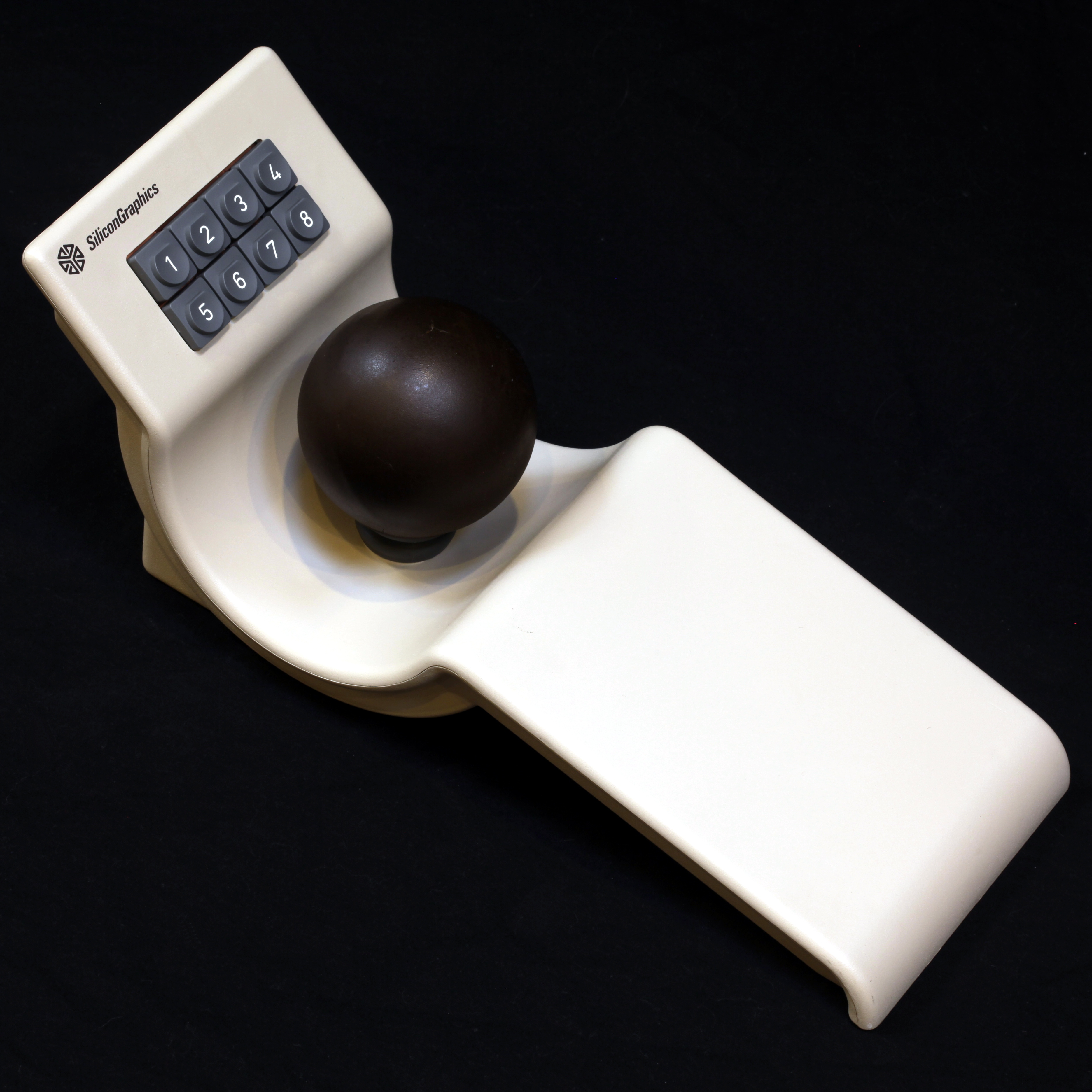
실리콘 그래픽스 스페이스볼 모델 1003 (1988), 6 자유도로 객체 조작 가능
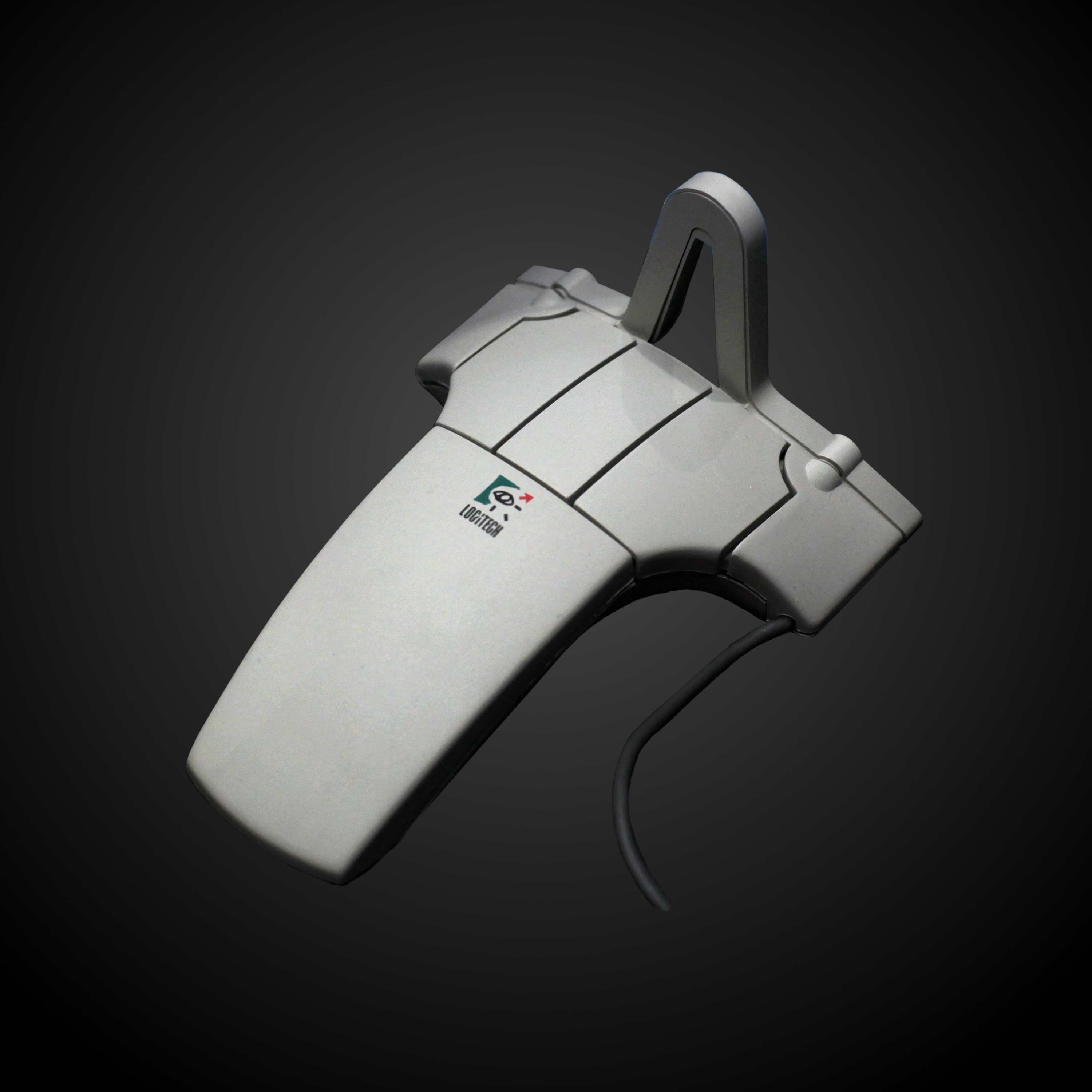
로지텍 3D 마우스 (1990), 최초의 초음파 마우스
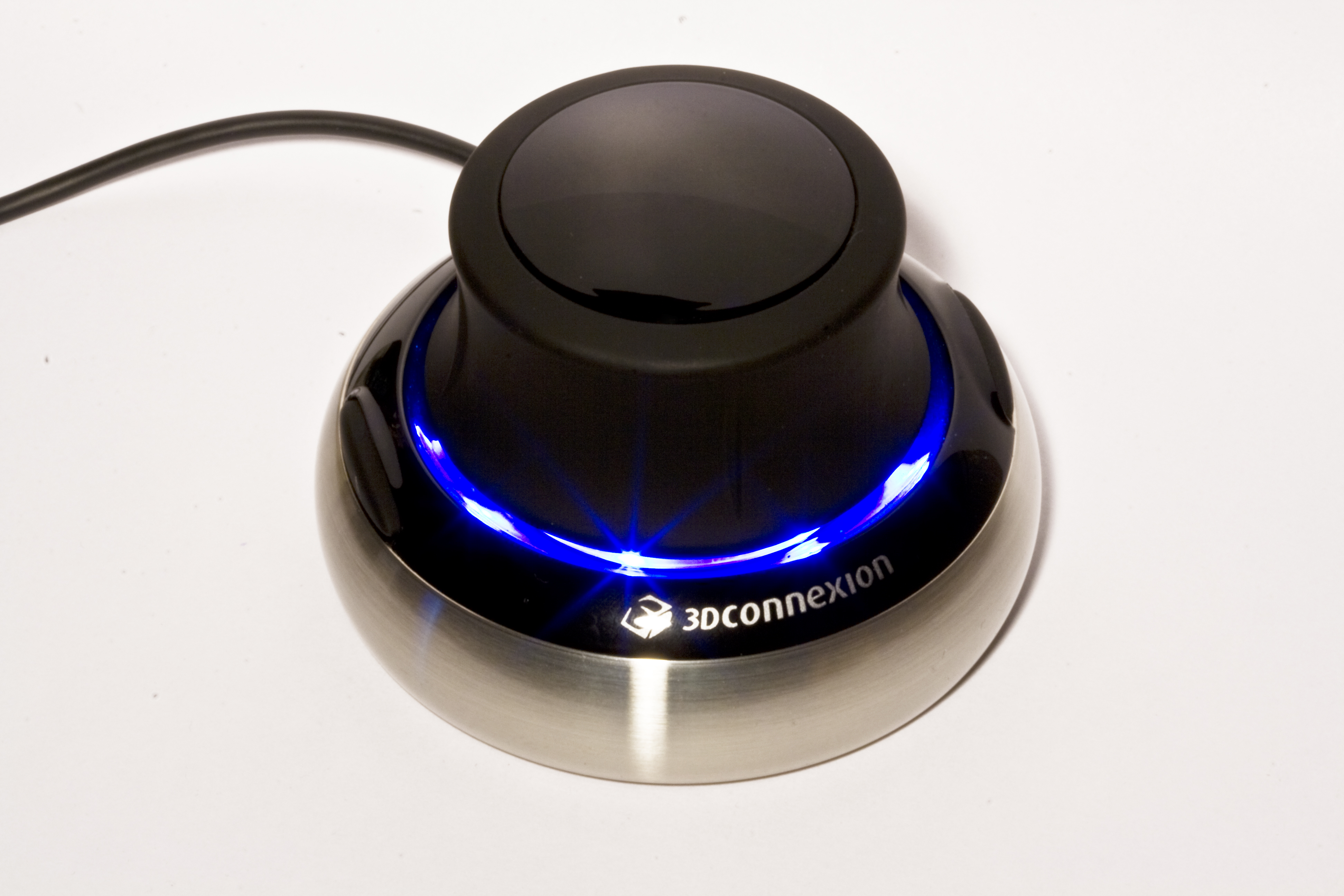
현대적인 6 자유도 (6 DoF) 3D 마우스 (2007)
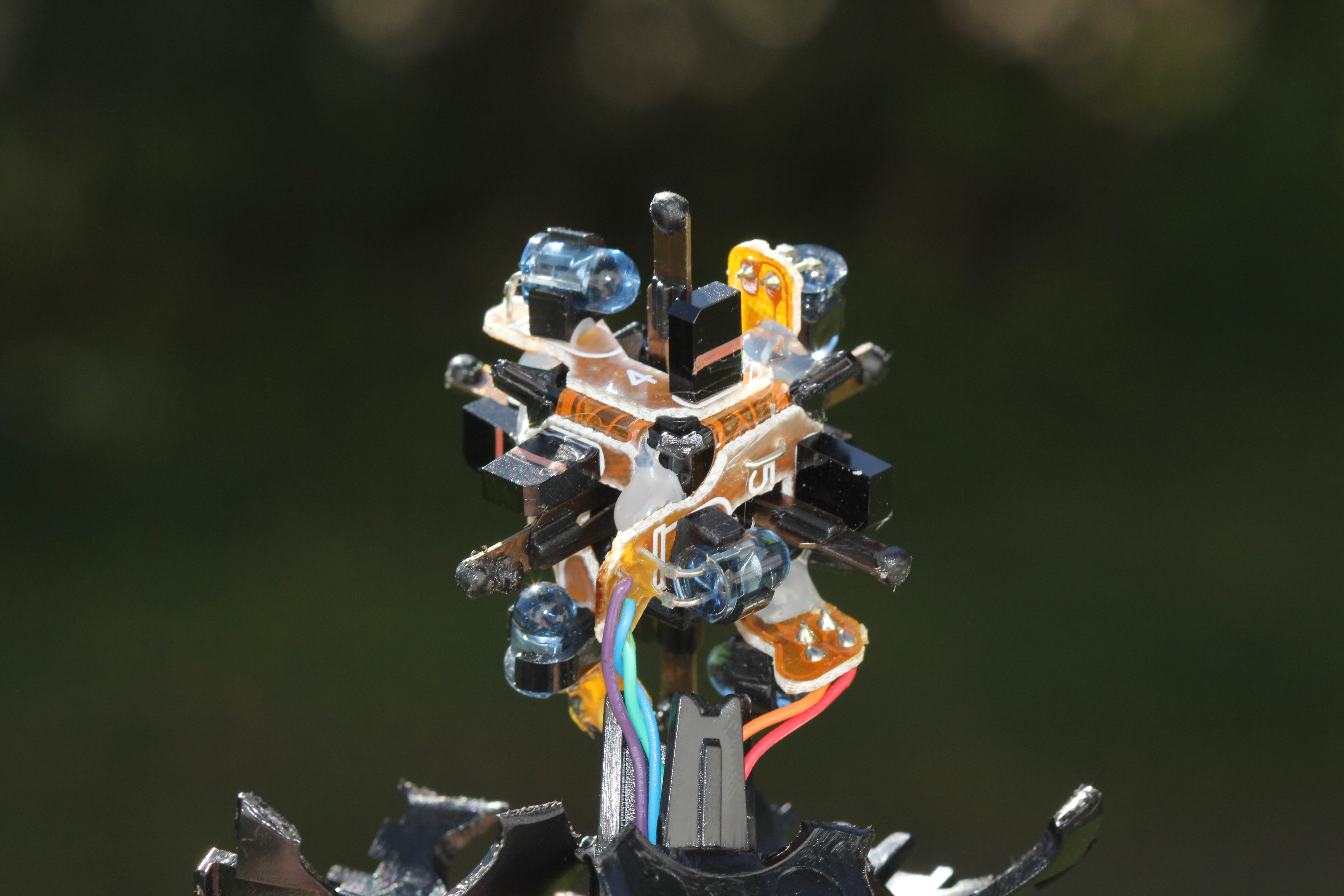
적외선 LED와 검출기로 구성된 현대 6 자유도 마우스의 메커니즘, 공과 함께 움직이는 차단기가 있다.

### 촉각 마우스
2000년, 로지텍은 이머전 코퍼레이션이 개발한 "iFeel 마우스"라는 "촉각 마우스"를 출시했다. 이 마우스에는 마우스가 시뮬레이션된 물리적 감각을 생성할 수 있도록 하는 작은 액추에이터가 포함되어 있었다. 이러한 마우스는 창 경계를 넘을 때 피드백을 주는 것과 같이 햅틱 피드백으로 사용자 인터페이스를 보강할 수 있다. 터치 지원 마우스를 이용한 인터넷 서핑은 1996년에 처음 개발되었고 Wingman Force Feedback Mouse에 의해 처음 상업적으로 구현되었다. 사용자가 깊이나 단단함을 느낄 수 있어야 하는데, 이 능력은 최초의 전기유변학적 촉각 마우스로 실현되었지만 상용화되지는 않았다.

### 퍽
태블릿 디지타이저는 때때로 퍽(pucks)이라는 액세서리와 함께 사용되는데, 이 장치는 절대 위치 지정을 기반으로 하지만, 마우스와 유사한 상대 추적 기능을 갖도록 구성할 수 있어서 때때로 마우스로 판매되기도 한다.

### 인체 공학적 마우스
이름에서 알 수 있듯이, 이 유형의 마우스는 최적의 편안함을 제공하고 수근관 증후군, 관절염, 기타 반복성 긴장성 손상과 같은 부상을 피하는 것을 목표로 한다. 자연스러운 손 위치와 움직임에 맞춰 설계되어 불편함을 줄인다.
일반적인 마우스를 잡을 때 자뼈와 노뼈는 교차된다. 일부 디자인은 손바닥을 더 수직으로 배치하여 뼈가 더 자연스러운 평행 위치를 취하도록 시도한다.
마우스 높이를 늘리고 마우스 상단 케이스의 각도를 조절하면 성능에 부정적인 영향을 미치지 않으면서 손목 자세를 개선할 수 있다. 일부는 손목 움직임을 제한하고 팔 움직임을 대신 유도하는데, 이는 덜 정확할 수 있지만 건강 관점에서는 더 최적일 수 있다. 마우스는 엄지손가락에서 반대쪽으로 비스듬히 기울어질 수 있다. 이는 손목 회내(pronation)를 줄이는 것으로 알려져 있다. 그러나 이러한 최적화는 마우스를 오른손 또는 왼손 전용으로 만들어 피로한 손을 바꾸는 것을 더 어렵게 만든다. 타임지는 제조업체들이 왼손잡이용 인체공학 마우스를 거의 또는 전혀 제공하지 않는다고 비판했다. "종종 왼손잡이를 한 번도 만나본 적 없는 사람을 상대하는 것 같았다."
또 다른 해결책은 포인팅 바 장치이다. 이른바 롤러 바 마우스는 키보드 앞에 편안하게 배치되어 양손 사용이 가능하다.

### 게이밍 마우스

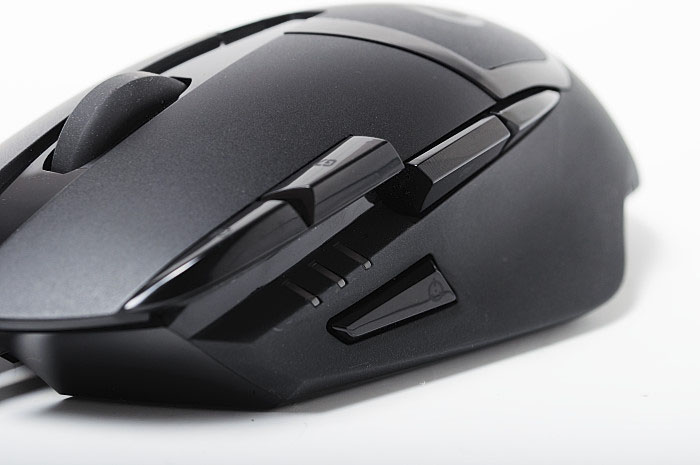
여러 개의 추가 버튼이 있는 로지텍 G402 게이밍 마우스

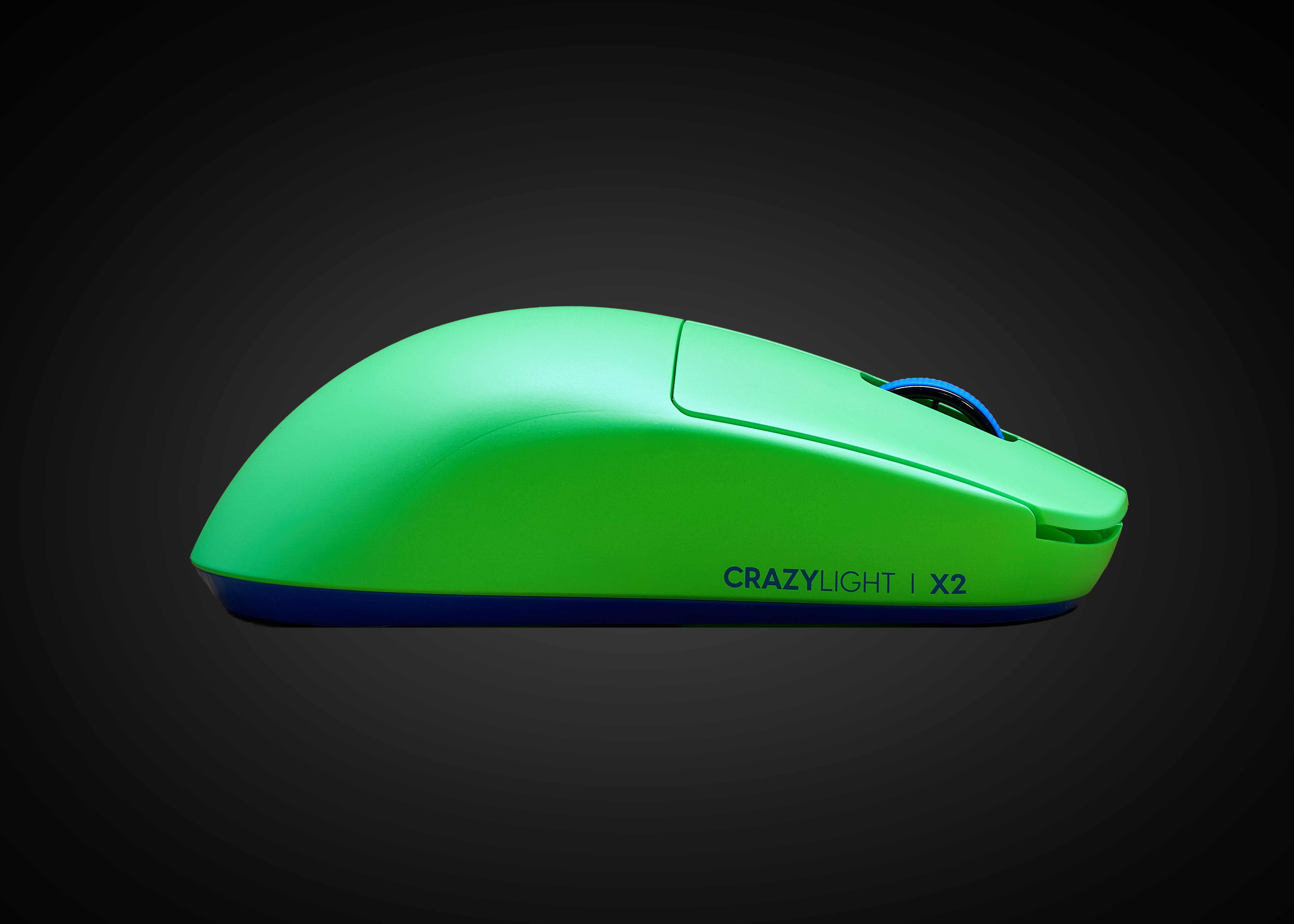
35g의 무게를 가진 펄사 X2 CrazyLight

이러한 마우스는 컴퓨터 게임용으로 특별히 설계되었다. 일반적으로 더 넓은 범위의 컨트롤과 버튼을 사용하며, 전통적인 마우스와는 근본적으로 다른 디자인을 가지고 있다. 또한 장식적인 단색 또는 프로그래밍 가능한 RGB LED 조명을 가질 수도 있다. 추가 버튼은 종종 마우스의 감도를 변경하는 데 사용될 수 있거나 매크로(즉, 프로그램을 열거나 키 조합 대신 사용)로 할당(프로그램)될 수 있다.
게임용 마우스, 특히 스타크래프트와 같은 실시간 전략 게임 또는 리그 오브 레전드와 같은 멀티플레이어 온라인 배틀 아레나 게임용으로 설계된 마우스는 상대적으로 높은 감도인 도트 퍼 인치(DPI)로 측정되는 것이 일반적이며, 최대 25,600DPI에 달할 수 있다. DPI와 CPI는 마우스의 감도를 나타내는 동일한 값이다. DPI는 게이밍 세계에서 잘못 사용되는 용어이며, 많은 제조업체들이 CPI, 즉 인치당 카운트를 의미하는 데 사용한다.
일부 고급 게임용 마우스는 사용자가 무게를 조절하여 더 쉬운 제어를 가능하게 한다. 인체공학적 품질 또한 게이밍 마우스에서 중요한 요소인데, 장시간 게임 플레이는 마우스 사용을 불편하게 만들 수 있기 때문이다. 일부 마우스는 탈착식 및 길어진 손바닥 받침대, 수평으로 조절 가능한 엄지 받침대 및 새끼손가락 받침대와 같은 조절 가능한 기능을 갖도록 설계되었다. 일부 마우스는 더 넓은 범위의 대상 소비자를 위해 편안함을 보장하기 위해 여러 가지 다른 받침대를 제품에 포함시킬 수 있다.
게이밍 마우스는 게이머들이 다음 세 가지 그립 스타일로 잡는다.
1. 팜 그립: 손바닥을 마우스에 얹고 손가락을 편다.[95][96]
2. 클로 그립: 손바닥을 마우스에 얹고 손가락을 구부린다.[97][96]
3. 핑거팁 그립: 손가락을 구부리고 손바닥이 마우스에 닿지 않는다.[98][96]

## 연결 및 통신 프로토콜

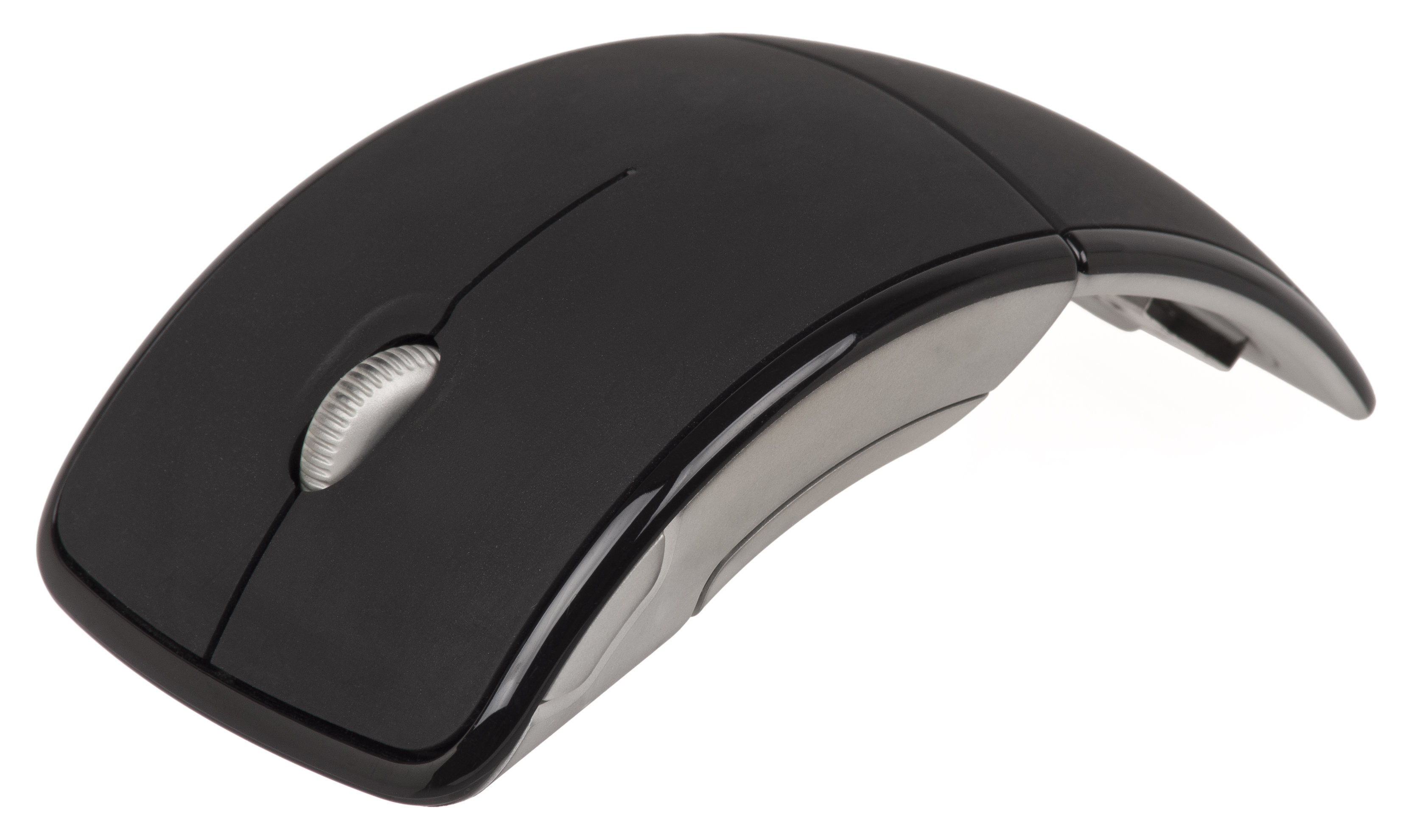
마이크로소프트의 무선 아크 마우스. "여행용"으로 접이식으로 판매되지만, 다른 3버튼 휠 기반 광학 마우스와 완전히 동일하게 작동한다.

입력을 전송하기 위해 일반적인 유선 마우스는 RS-232C, PS/2, ADB, 또는 USB와 같은 표준 커넥터로 끝나는 얇은 전기 코드를 사용한다. 무선 마우스는 대신 적외선(IrDA 참조) 또는 라디오(블루투스 포함)를 통해 데이터를 전송하지만, 이러한 무선 인터페이스는 자체적으로 앞서 언급한 유선 직렬 버스를 통해 연결된다.
현재 상용 마우스의 전기 인터페이스와 전송되는 데이터 형식은 USB로 표준화되어 있지만, 과거에는 제조업체마다 달랐다. 버스 마우스는 IBM PC 또는 호환 컴퓨터에 연결하기 위해 전용 인터페이스 카드를 사용했다.
마이크로소프트 마우스가 도입된 후 DOS 애플리케이션에서 마우스 사용이 더욱 보편화되었다. 이는 주로 마이크로소프트가 애플리케이션과 마우스 드라이버 소프트웨어 간의 통신을 위한 개방형 표준을 제공했기 때문이다. 따라서 마이크로소프트 표준을 사용하도록 작성된 모든 애플리케이션은 마우스 하드웨어 자체는 마이크로소프트와 호환되지 않더라도 동일한 API를 구현하는 드라이버를 통해 마우스를 사용할 수 있었다. 이 드라이버는 버튼 상태와 마우스가 문서에서 "미키(mickeys)"라고 부르는 단위로 움직인 거리를 제공한다.

### 초기 마우스

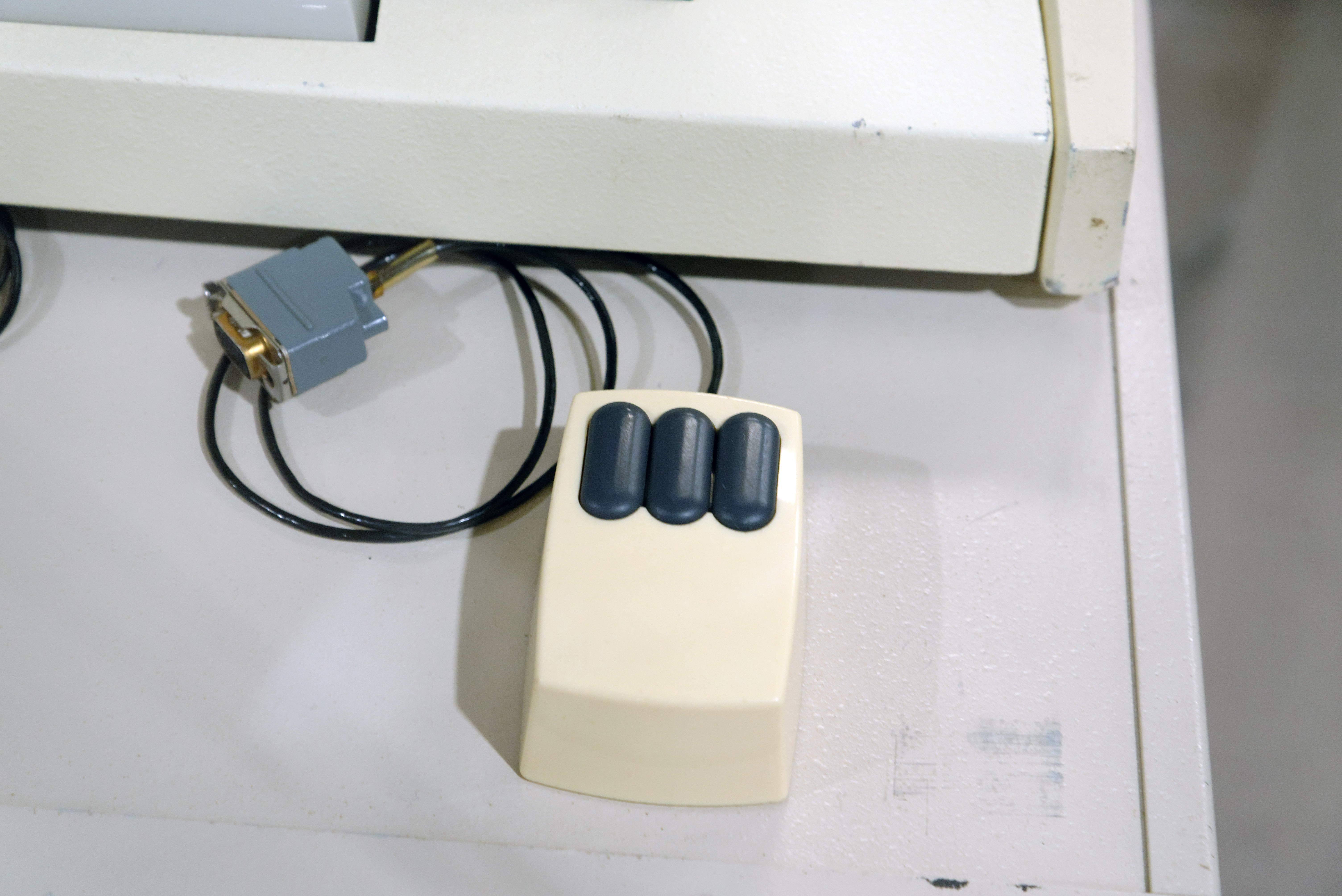
제록스 알토 마우스

1970년대의 제록스 알토 마우스와 1980년대의 제록스 광마우스는 직교 엔코딩된 X 및 Y 인터페이스를 사용했다. 차원당 이 2비트 엔코딩은 그레이 부호나 존슨 카운터처럼 두 비트 중 하나만 한 번에 변경되므로 비동기적으로 샘플링할 때 전환이 잘못 해석되지 않는다는 특징을 가졌다. 1985년 썬-3 워크스테이션은 볼 기반의 버스 마우스를 3핀 미니 DIN 소켓을 통해 연결하여 출시되었다. 썬은 나중에 볼을 광학 메커니즘으로 교체했으며, 이 메커니즘은 그들의 M4 마우스와 함께 패턴화된 반사 금속 마우스패드에 의존했다.
최초 매킨토시, 아미가, 아타리 ST 마우스와 같은 초기 대중 시장 마우스는 D-sub 9핀 커넥터를 사용하여 직교 인코딩된 X 및 Y 축 신호를 직접 전송하고 마우스 버튼당 하나의 핀을 사용했다. 마우스는 간단한 광학 기계 장치였으며, 디코딩 회로는 모두 메인 컴퓨터에 있었다. 1987년 아콘 아르키메데스 라인도 68000 컴퓨터의 직교 인코딩 마우스를 유지했으며, AMX 마우스와 같은 8비트 가정용 컴퓨터용으로 판매된 애프터마켓 마우스도 그러했지만, 자체적인 9핀 미니 DIN 커넥터를 선택했다.

### 직렬 인터페이스 및 프로토콜

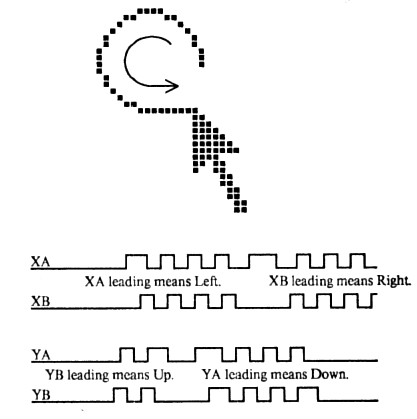
XA 및 XB 신호는 직교 위상으로 X 방향 움직임을 전달하고, YA 및 YB는 Y 차원 움직임을 전달한다. 여기서 포인터(커서)는 작은 곡선을 그리는 것으로 표시된다.

IBM PC에는 직교 디코더가 내장되어 있지 않았기 때문에, 초기 PC 마우스는 RS-232C 직렬 포트를 사용하여 인코딩된 마우스 움직임을 통신하고, 마우스 회로에 전원을 공급했다. 마우스 시스템즈 코퍼레이션(MSC) 버전은 5바이트 프로토콜을 사용했으며 3개의 버튼을 지원했다. 마이크로소프트 버전은 3바이트 프로토콜을 사용했으며 2개의 버튼을 지원했다. 두 프로토콜 간의 비호환성으로 인해 일부 제조업체는 모드 스위치("PC"는 MSC 모드, "MS"는 마이크로소프트 모드)가 있는 직렬 마우스를 판매했다.

### 애플 데스크톱 버스

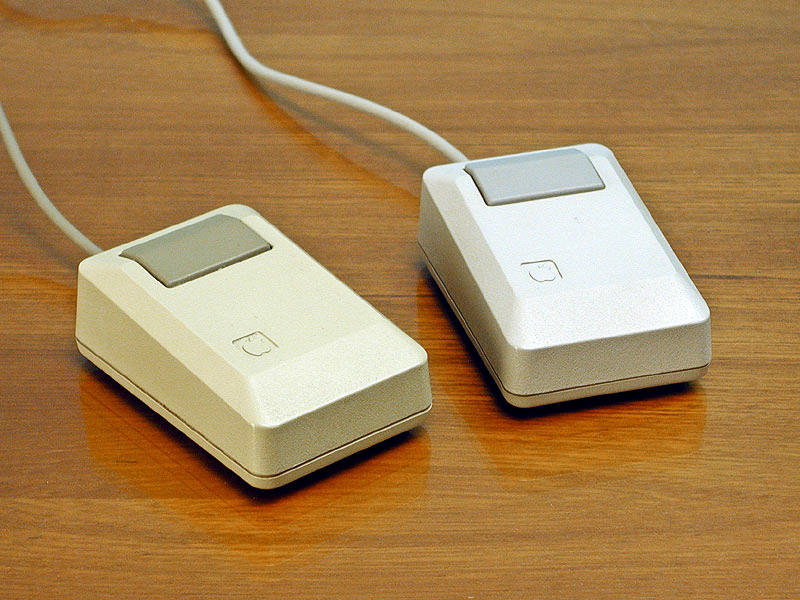
애플 매킨토시 플러스 마우스: 베이지색 마우스(왼쪽), 플래티넘 마우스(오른쪽), 1986년

1986년 애플은 데이지 체인 방식으로 마우스 및 기타 장치를 동일한 버스에 최대 16개까지 구성 없이 연결할 수 있는 애플 데스크톱 버스를 처음 구현했다. 단일 데이터 핀만을 특징으로 하는 이 버스는 장치 통신에 순전히 폴링(polled) 방식을 사용했으며, 아이맥 컴퓨터 라인이 1998년에 USB를 사용하는 산업 전반의 전환에 합류할 때까지 주류 모델(여러 비애플 워크스테이션 포함)의 표준으로 남아 있었다. 1999년 5월 브론즈 키보드 파워북 G3를 시작으로 애플은 외부 ADB 포트를 USB로 교체했지만, 2005년 초까지 파워북 G4의 내장 키보드 및 트랙패드와의 통신을 위해 내부 ADB 연결을 유지했다.

### PS/2 인터페이스 및 프로토콜

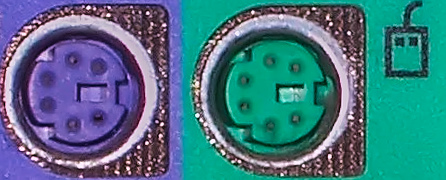
색상으로 구분된 PS/2 연결 포트; 키보드는 보라색, 마우스는 초록색

1987년 IBM PS/2 개인용 컴퓨터 시리즈가 출시되면서 IBM은 마우스와 키보드용으로 이름을 딴 PS/2 단자를 도입했으며, 다른 제조업체들도 이를 빠르게 채택했다. 가장 눈에 띄는 변화는 이전의 5핀 MIDI 스타일의 DIN 41524 커넥터 대신 둥근 6핀 미니 DIN 단자를 사용했다는 점이다. 기본 모드(스트림 모드라고 함)에서 PS/2 마우스는 3바이트 패킷을 통해 움직임과 각 버튼의 상태를 통신한다. 움직임, 버튼 누름 또는 버튼 해제 이벤트 발생 시 PS/2 마우스는 양방향 직렬 포트를 통해 다음 형식의 3바이트 시퀀스를 전송한다.
|         | 비트 7   | 비트 6   | 비트 5   | 비트 4   | 비트 3   | 비트 2   | 비트 1   | 비트 0   |
| ------- | -------- | -------- | -------- | -------- | -------- | -------- | -------- | -------- |
| 1바이트 | YV       | XV       | YS       | XS       | 1        | MB       | RB       | LB       |
| 2바이트 | X 움직임 | X 움직임 | X 움직임 | X 움직임 | X 움직임 | X 움직임 | X 움직임 | X 움직임 |
| 3바이트 | Y 움직임 | Y 움직임 | Y 움직임 | Y 움직임 | Y 움직임 | Y 움직임 | Y 움직임 | Y 움직임 |

여기서 XS와 YS는 움직임 벡터의 부호 비트를 나타내고, XV와 YV는 각 벡터 구성 요소의 오버플로를 나타내며, LB, MB, RB는 왼쪽, 가운데, 오른쪽 마우스 버튼의 상태(1 = 눌림)를 나타낸다. PS/2 마우스는 재설정 및 자체 테스트, 다양한 작동 모드 전환, 보고되는 움직임 벡터의 해상도 변경을 위한 여러 명령도 이해한다.
마우스 공급업체들은 종종 공개 문서를 제공하지 않고 다른 확장 형식을 사용하기도 한다. 타이푼 마우스는 두 개의 표준 3바이트 패킷 시퀀스로 나타날 수 있는 6바이트 패킷을 사용하여 일반 PS/2 드라이버가 이를 처리할 수 있도록 한다. 3D(또는 6 자유도) 입력을 위해 공급업체는 하드웨어와 소프트웨어 모두에 많은 확장을 적용했다. 1990년대 후반, 로지텍은 3D 입력을 몇 밀리미터 정확도로 제공하는 초음파 기반 추적을 개발했지만, 이는 입력 장치로서는 잘 작동했지만 수익성 있는 제품으로서는 실패했다. 2008년, Motion4U는 마야(그래픽 소프트웨어) 플러그인으로 사용하기 위한 IR 추적 시스템인 "OptiBurst"를 도입했다.

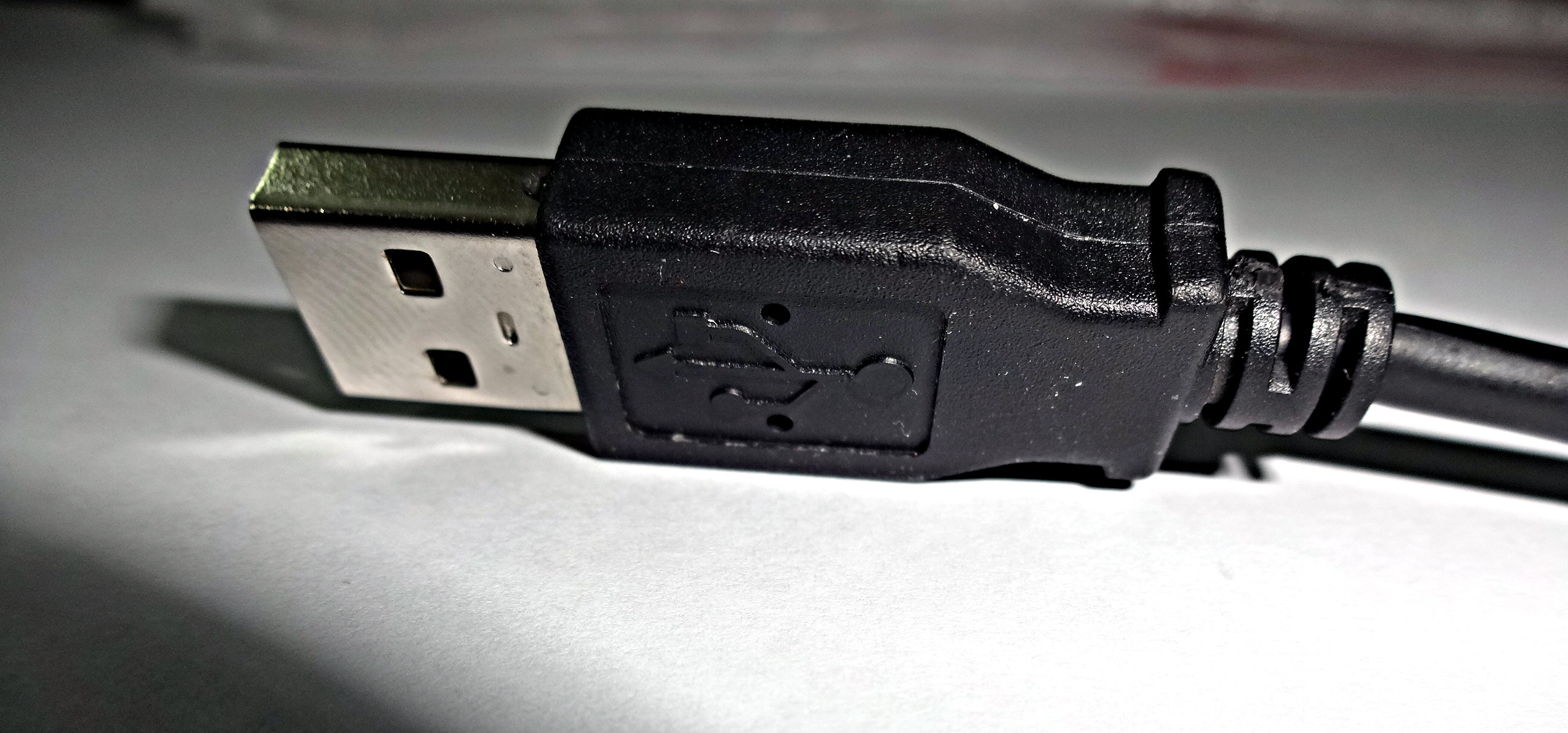
PS/2 키보드 및 컴퓨터 마우스 커넥터를 곧 대체한 USB 커넥터.

### USB
오늘날 거의 모든 유선 마우스는 통신을 위해 USB와 USB HID 클래스를 사용한다.

### 무선
무선 마우스는 라디오를 통해 데이터를 전송한다. 일부 마우스는 블루투스 또는 와이파이를 통해 컴퓨터에 연결하고, 다른 마우스는 USB 포트 등을 통해 컴퓨터에 연결하는 수신기를 사용한다.
USB 수신기를 사용하는 많은 마우스는 마우스 내부에 수납 공간이 있다. 일부 "나노 수신기"는 운반 중에도 노트북에 꽂아둘 수 있을 만큼 작으면서도 쉽게 분리할 수 있을 만큼 충분히 크도록 설계되었다.

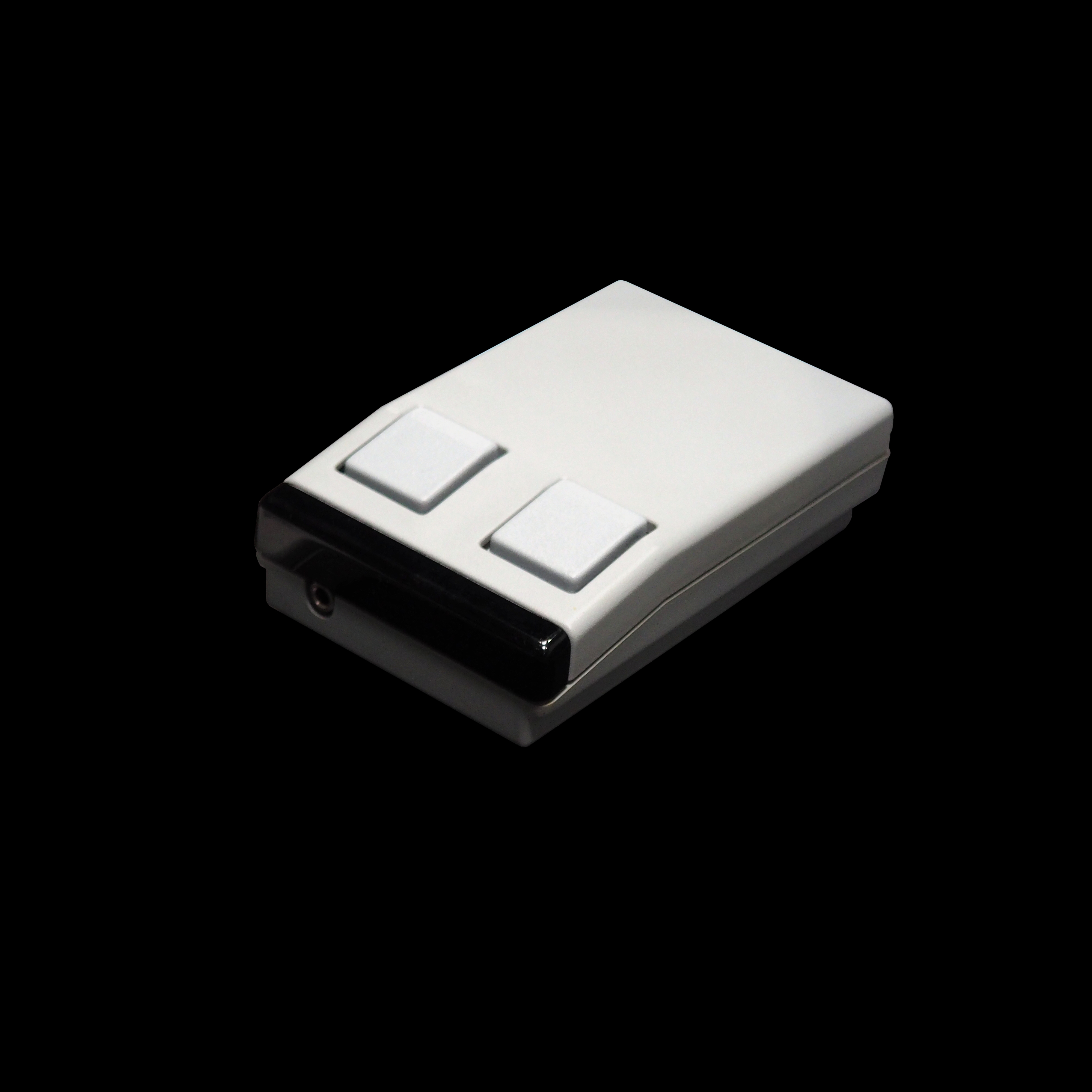
최초의 무선 마우스인 로지텍 메타포(1984). 볼로 박물관, EPFL에 전시되어 있다.
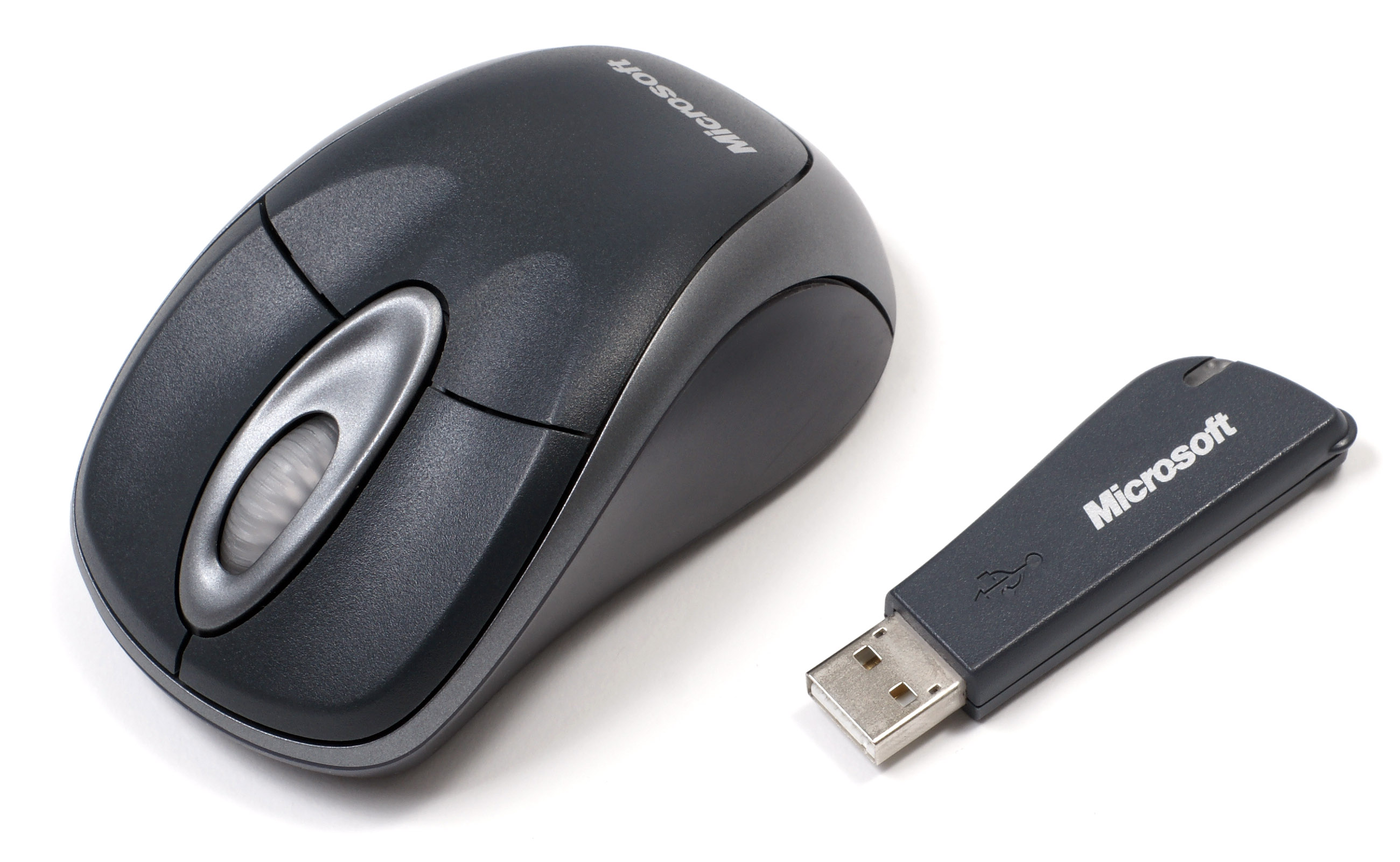
노트북용으로 만들어진 구형 마이크로소프트 무선 마우스
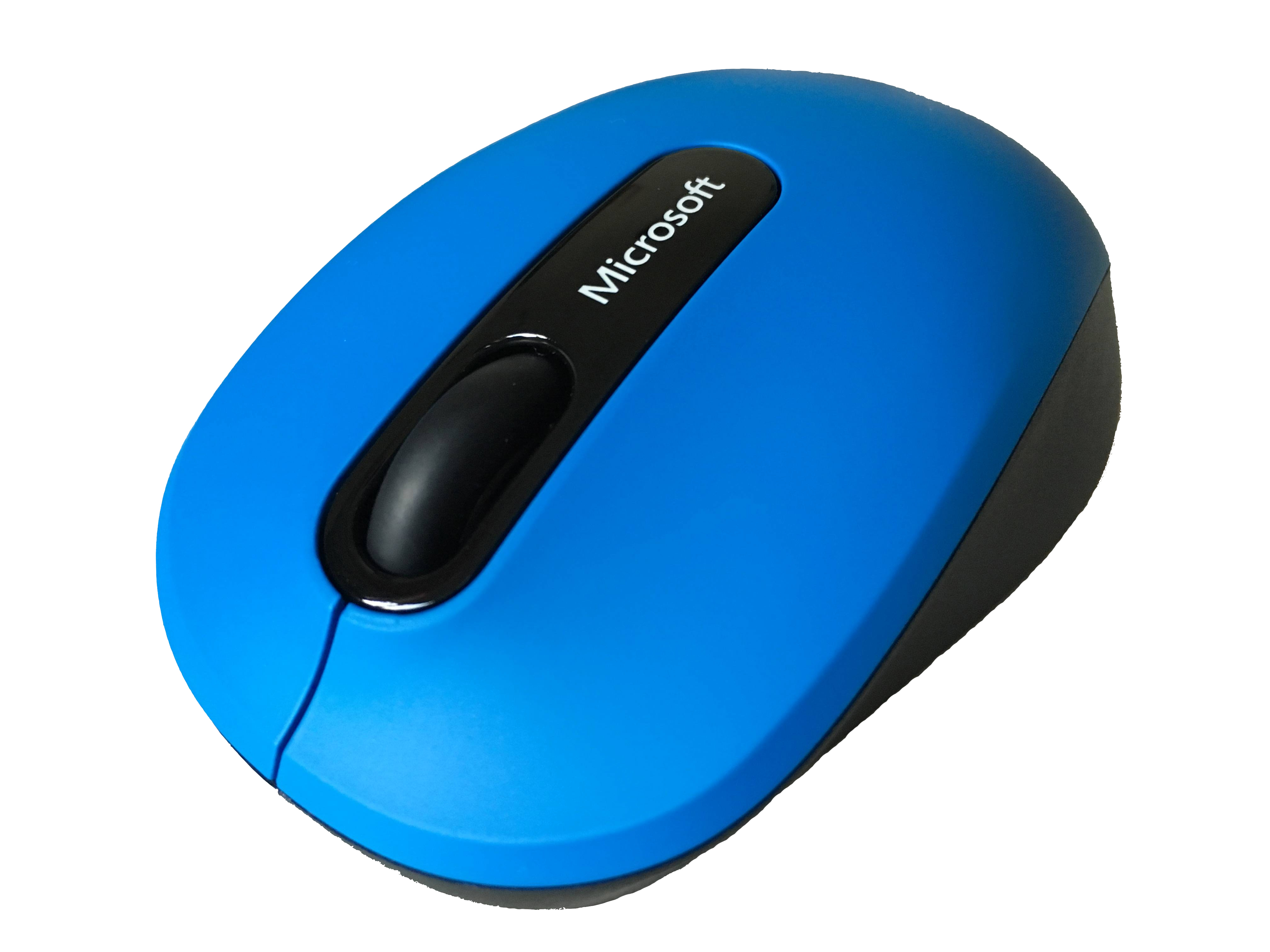
마이크로소프트 블루투스 모바일 마우스 3600

## 운영체제 지원
MS-DOS 및 윈도우 1.0은 볼포인트, 버스(InPort), 직렬 포트 또는 PS/2 등 여러 인터페이스를 통해 마이크로소프트 마우스와 같은 마우스를 연결하는 것을 지원한다.
윈도우 98은 USB HID 클래스(USB HID)에 대한 내장 지원을 추가했으며, 수직 스크롤링 지원도 내장되었다. 윈도우 2000 및 윈도우 Me는 이 내장 지원을 5버튼 마우스로 확장했다.
윈도우 XP 서비스 팩 2는 블루투스 스택을 도입하여 블루투스 마우스를 USB 수신기 없이도 사용할 수 있게 했다. 윈도우 비스타는 수평 스크롤링에 대한 기본 지원을 추가하고 더 정밀한 스크롤링을 위해 휠 움직임의 세분성을 표준화했다.
윈도우 8은 BLE (블루투스 저에너지) 마우스/HID 지원을 도입했다.

## 다중 마우스 시스템
일부 시스템은 두 개 이상의 마우스를 동시에 입력 장치로 사용할 수 있게 한다. 1980년대 후반의 가정용 컴퓨터들, 예를 들어 아미가는 동일한 컴퓨터에서 두 명의 플레이어가 상호 작용하는 컴퓨터 게임(레밍즈 및 정착자들 등)을 허용하기 위해 이를 사용했다. 동일한 아이디어는 때때로 협업 소프트웨어에서도 사용되는데, 예를 들어 여러 사용자가 단일 마우스를 돌려가며 사용하지 않고도 그림을 그릴 수 있는 화이트보드를 시뮬레이션하는 데 사용된다.
마이크로소프트 윈도우는 윈도우 98 이후로 여러 포인팅 장치를 동시에 지원한다. 윈도우는 단일 화면 커서만 제공하므로, 동시에 두 개 이상의 장치를 사용하려면 사용자들의 협력이나 여러 입력 장치용으로 설계된 애플리케이션이 필요하다.
여러 마우스는 종종 여러 입력 인터페이스를 제공하는 특수 설계된 장치 외에도 다중 사용자 게임에서 사용된다.
윈도우는 또한 다중 사용자 환경을 위한 다중 입력/마우스 구성에 대한 완벽한 지원을 제공한다.
윈도우 XP부터 마이크로소프트는 여러 입력 장치가 독립적인 커서와 독립적인 입력 지점으로 동시에 사용될 수 있는 애플리케이션 개발을 위한 SDK를 도입했다. 그러나 현재는 더 이상 제공되지 않는 것으로 보인다.
윈도우 비스타와 마이크로소프트 서피스(현 마이크로소프트 픽셀센스)의 도입은 새로운 입력 API 세트를 도입했으며, 이는 윈도우 7에 채택되어 독립적인 사용자가 제어하는 50개의 포인트/커서를 허용한다. 새로운 입력 포인트는 전통적인 마우스 입력을 제공하지만, 터치 및 이미지와 같은 다른 입력 기술을 염두에 두고 설계되었다. 이들은 본질적으로 압력, 크기, 기울기, 각도, 마스크, 심지어 화면의 입력 포인트/객체를 보고 인식하는 이미지 비트맵과 함께 3D 좌표를 제공한다.
2009년 기준, 리눅스 배포판 및 X.Org를 사용하는 다른 운영체제(오픈솔라리스 및 FreeBSD 등)는 멀티포인터 X를 통해 255개의 커서/입력 포인트를 지원한다. 그러나 현재 어떤 윈도우 매니저도 멀티포인터 X를 지원하지 않아, 맞춤형 소프트웨어 사용에만 국한되어 있다.
단일 운영자가 두 개의 마우스를 동시에 사용하여 다양한 그래픽 및 멀티미디어 애플리케이션을 제어하는 보다 정교한 수단으로 사용하자는 제안도 있었다.

## 버튼

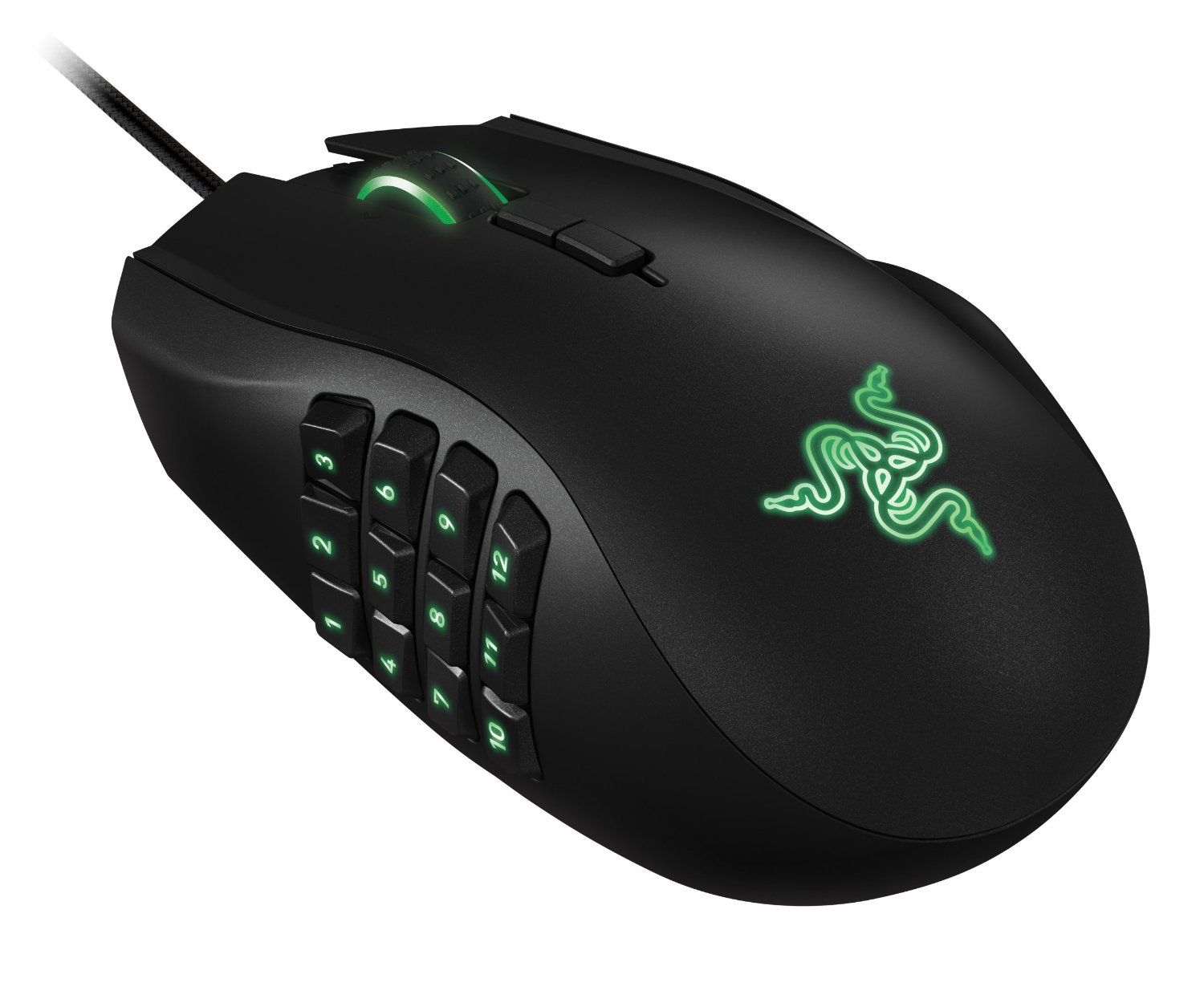
추가 버튼이 있는 레이저 마우스

마우스 버튼은 마이크로스위치로, 그래픽 사용자 인터페이스의 요소를 선택하거나 상호 작용하기 위해 누를 수 있으며, 특징적인 클릭 소리를 낸다.
1990년대 후반경부터 3버튼 스크롤 마우스가 사실상의 표준이 되었다. 사용자들은 주로 두 번째 버튼을 사용하여 컴퓨터 소프트웨어 사용자 인터페이스에서 상황별 메뉴를 호출하는데, 이 메뉴는 마우스 커서가 현재 위치한 인터페이스 요소에 맞게 특별히 조정된 옵션을 포함한다. 기본적으로 주 마우스 버튼은 오른손잡이 사용자를 위해 마우스의 왼쪽에 위치하지만, 왼손잡이 사용자들은 보통 소프트웨어를 통해 이 구성을 반대로 설정할 수 있다.

## 스크롤링
거의 모든 마우스에는 이제 주로 스크롤링을 위한 통합 입력 장치가 상단에 있으며, 일반적으로 단일 축 디지털 휠 또는 로커 스위치로, 눌러서 세 번째 버튼으로도 작동할 수 있다. 덜 흔하지만, 많은 마우스에는 기울기 가능한 휠, 트랙볼 또는 터치패드와 같은 2축 입력 장치가 있다. 트랙볼이 있는 마우스는 마우스를 움직이는 대신 트랙볼을 사용하여 움직이지 않고 고정되도록 설계될 수 있다.

## 속도
초당 미키는 컴퓨터 마우스의 속도와 움직임 방향을 측정하는 단위이며, 여기서 방향은 종종 "수평" 대 "수직" 미키 수로 표현된다. 그러나 속도는 화면에서 커서가 움직이는 픽셀 수와 마우스가 마우스패드에서 움직이는 거리 사이의 비율을 나타낼 수도 있으며, 이는 인치당 픽셀, 또는 센티미터당 픽셀로 표현될 수 있다.
컴퓨터 산업은 종종 마우스 감도를 인치당 카운트(CPI)로 측정하며, 일반적으로 도트 퍼 인치(DPI)로 표현한다. – 이는 마우스가 1인치 움직일 때 보고하는 단계 수이다. 초기 마우스에서는 이 사양을 인치당 펄스(ppi)라고 불렀다. 미키(mickey)는 원래 이러한 카운트 중 하나 또는 해상 가능한 움직임 단계를 의미했다. 기본 마우스 추적 조건이 보고된 단계당 화면에서 1화소 또는 1도트만큼 커서를 움직이는 것을 포함한다면, CPI는 DPI와 동일하다. 즉, 마우스 움직임 1인치당 커서 움직임의 도트 수와 동일하다. 제조업체가 보고하는 CPI 또는 DPI는 마우스를 어떻게 만드는지에 따라 달라진다. CPI가 높을수록 마우스 움직임에 따라 커서가 더 빠르게 움직인다. 그러나 운영 체제 및 애플리케이션 소프트웨어는 마우스 감도를 조정하여 커서를 CPI보다 더 빠르게 또는 더 느리게 움직이게 할 수 있다. 2007년 기준, 소프트웨어는 마우스의 절대 속도와 마지막 정지 지점으로부터의 움직임을 고려하여 커서의 속도를 동적으로 변경할 수 있다.
간단한 소프트웨어의 경우, 마우스가 움직이기 시작하면 소프트웨어는 마우스에서 수신된 "카운트" 또는 "미키" 수를 세고, 해당 수만큼(또는 비율 계수, 일반적으로 1 미만을 곱하여) 화면에서 커서를 이동시킨다. 커서는 화면에서 느리게 움직이며 좋은 정밀도를 제공한다. 마우스의 움직임이 특정 임계값으로 설정된 값을 넘어서면 소프트웨어는 더 큰 비율 계수로 커서를 더 빠르게 움직이기 시작한다. 일반적으로 사용자는 "가속" 설정을 변경하여 두 번째 비율 계수의 값을 설정할 수 있다.
운영 체제는 때때로 마우스가 보고하는 움직임에 "탄도학"이라고 불리는 가속을 적용한다. 예를 들어, 윈도우의 윈도우 XP 이전 버전은 구성 가능한 임계값을 초과하는 보고된 값을 두 배로 늘리고, 선택적으로 두 번째 구성 가능한 임계값을 초과하면 다시 두 배로 늘렸다. 이러한 두 배 증가는 X 및 Y 방향에 별도로 적용되어 매우 비선형적인 반응을 초래했다.

## 마우스패드
엥겔바트의 원래 마우스는 마우스패드가 필요하지 않았다. 마우스에는 어떤 표면에서도 굴러갈 수 있는 두 개의 큰 바퀴가 있었다. 그러나 강철 롤러 볼 마우스를 시작으로 대부분의 후속 기계식 마우스는 최적의 성능을 위해 마우스패드를 필요로 했다.
가장 흔한 마우스 액세서리인 마우스패드는 기계식 마우스와 함께 가장 흔하게 나타나는데, 볼이 부드럽게 굴러가기 위해서는 일반적인 책상 표면이 제공하는 것보다 더 많은 마찰이 필요하기 때문이다. 게이머용 또는 광학/레이저 마우스용 "하드 마우스패드"도 존재한다.
대부분의 광학 및 레이저 마우스는 패드가 필요하지 않으며, 마우스 시스템즈와 같이 움직임을 감지하기 위해 패드의 그리드에 의존했던 초기 광학 마우스는 예외이다. 광학 마우스에 하드 또는 소프트 마우스패드를 사용할지는 주로 개인적인 선호의 문제이다. 책상 표면이 광학 또는 레이저 추적에 문제를 일으키는 경우, 예를 들어 유리와 같은 투명하거나 반사되는 표면의 경우 예외가 발생한다.
일부 마우스에는 바닥 표면에 작은 "패드"가 부착되어 있는데, 이를 마우스 피트 또는 마우스 스케이트라고도 하며, 사용자가 마우스를 표면 위로 부드럽게 움직이도록 돕는다.

## 시장 동향

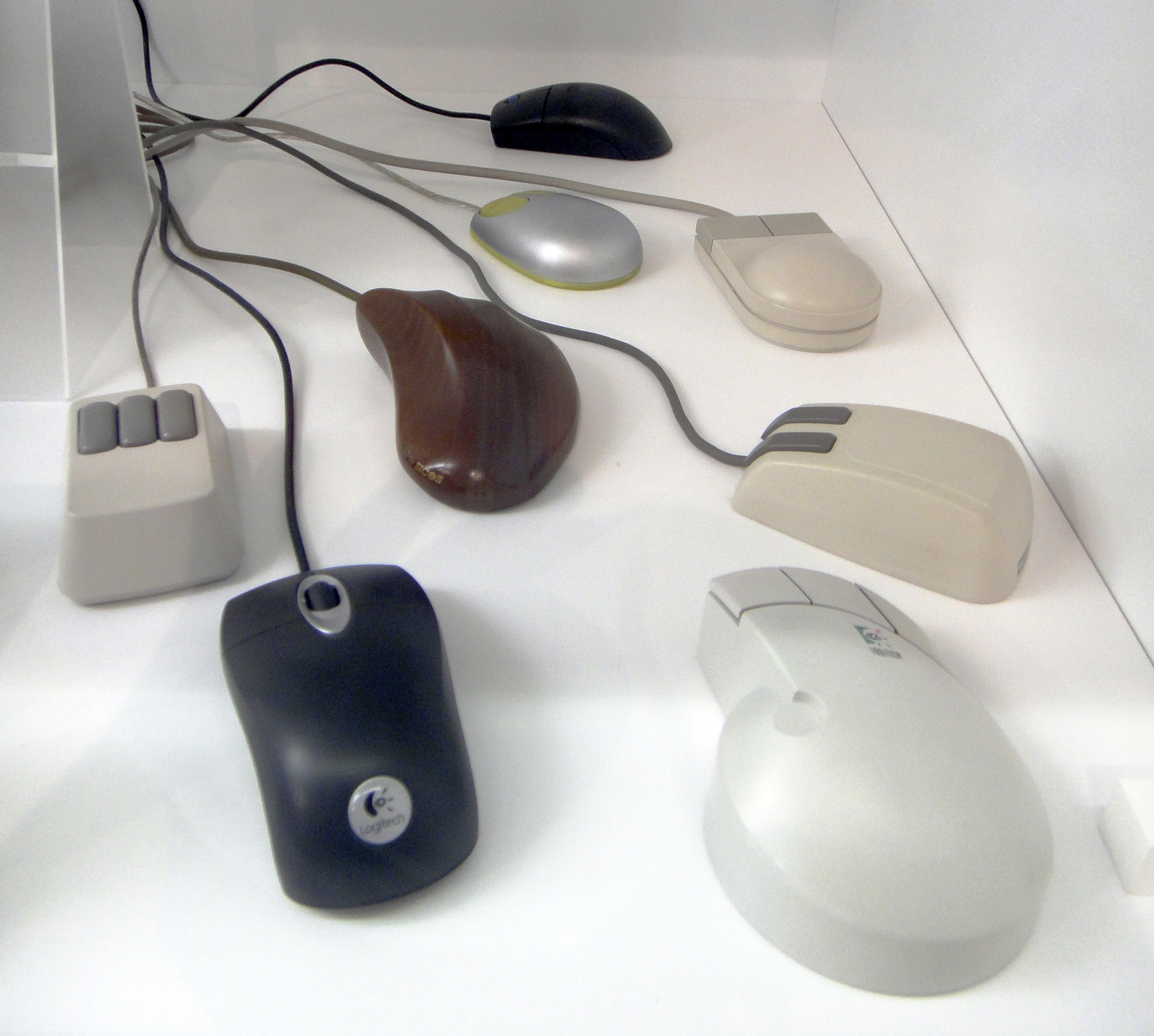
1986년에서 2007년 사이에 만들어진 다양한 컴퓨터 마우스들

1981년경, 제록스는 1970년대 제록스 PARC의 알토 컴퓨터에서 사용된 마우스를 기반으로 제록스 스타와 함께 마우스를 포함시켰다. 썬 마이크로시스템즈, 심볼릭스, Lisp Machines Inc., 그리고 텍트로닉스도 1981년경부터 워크스테이션에 마우스를 함께 출하했다. 나중에 스타에 영감을 받아 애플은 애플 리사를 출시했고, 이 또한 마우스를 사용했다. 그러나 이 제품들은 대규모 성공을 거두지 못했다. 오직 1984년 애플 매킨토시가 출시되면서 마우스는 널리 사용되기 시작했다.
상업적으로 성공하고 기술적으로 영향력 있는 매킨토시 디자인은 많은 다른 공급업체들이 마우스를 생산하거나 다른 컴퓨터 제품에 포함시키도록 이끌었다(1986년까지 아타리 ST, 아미가, 윈도우 1.0, GEOS for the 코모도어 64, 그리고 애플 IIGS 등이 이에 해당한다).
1980년대와 1990년대 소프트웨어에서 그래픽 사용자 인터페이스의 광범위한 채택은 마우스를 컴퓨터 제어에 거의 필수적인 요소로 만들었다. 2008년 11월, 로지텍은 10억 번째 마우스를 제작했다.

## 게임에서의 사용

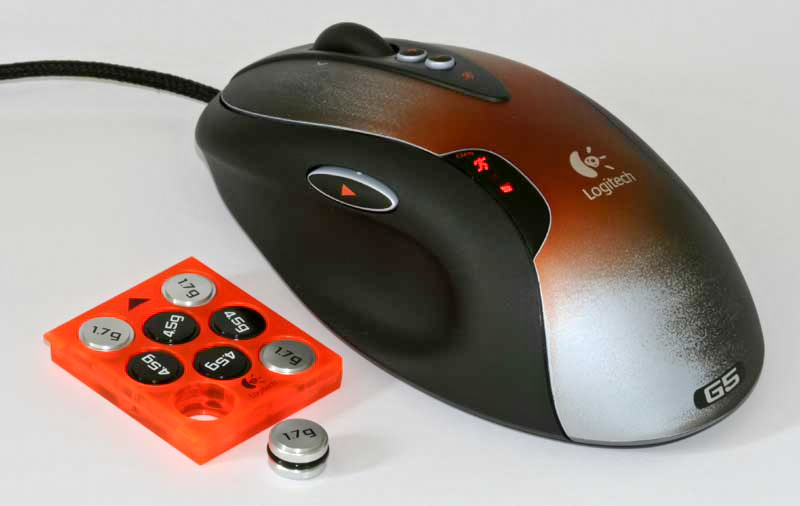
조절 가능한 무게추가 있는 로지텍 G5 레이저 마우스. 게임용으로 설계되었다.

이 장치는 종종 PC 기반 비디오 게임 및 때로는 비디오 게임 콘솔의 인터페이스로 기능한다. 1984년 클래식 맥 OS 데스크 액세서리 퍼즐은 마우스를 위해 특별히 설계된 최초의 게임이었다.

### 1인칭 슈팅 게임
FPS는 플레이어의 움직임과 조준을 별도로 동시에 제어하는 데 자연스럽게 적합하며, 컴퓨터에서는 전통적으로 키보드와 마우스의 조합으로 이를 달성한다. 플레이어는 마우스의 X축을 좌우 조준(또는 회전)에 사용하고, Y축을 상하 조준에 사용하며, 키보드는 움직임 및 보조 입력에 사용된다.
많은 슈팅 장르 플레이어는 게임패드의 아날로그 스틱보다 마우스를 선호한다. 마우스가 제공하는 넓은 움직임 범위는 더 빠르고 다양한 제어를 가능하게 하기 때문이다. 아날로그 스틱은 플레이어에게 더 세밀한 제어 기능을 제공하지만, 플레이어의 입력이 스틱의 방향과 크기 모두의 벡터를 기반으로 전달되기 때문에 특정 움직임에는 좋지 않다. 따라서 게임패드를 사용한 작지만 빠른 움직임("플릭샷"으로 알려짐)은 플레이어가 스틱을 휴식 위치에서 가장자리로 빠르게 이동했다가 다시 돌아와야 하는 어려운 조작이다. 또한 스틱은 유한한 크기를 가지고 있다. 플레이어가 현재 스틱을 사용하여 0이 아닌 속도로 움직이고 있다면, 카메라 움직임 속도를 높이는 능력은 조작을 실행하기 전에 스틱의 위치에 따라 추가적으로 제한된다. 이러한 효과로 인해 마우스는 작고 정밀한 움직임뿐만 아니라 크고 빠른 움직임, 그리고 즉각적이고 반응적인 움직임에도 적합하며, 이 모든 것이 슈팅 게임에서 중요하다. 이러한 장점은 3인칭 슈팅 게임과 같은 유사한 게임 스타일에도 다양한 정도로 확장된다.
일부 잘못 이식된 게임이나 게임 엔진은 마우스 대신 원래 플랫폼의 비마우스 기본 입력 장치를 사용할 때 의도치 않게 과도하거나 불규칙하거나 심지어 음의 가속을 생성하는 가속 및 보간 곡선을 가지고 있다. 이러한 오작동이 얼마나 깊이 하드코딩되어 있는지에 따라 내부 사용자 패치 또는 외부 타사 소프트웨어가 이를 해결할 수 있을 수 있다. 개별 게임 엔진도 자체 감도를 가질 것이다. 이는 종종 게임의 기존 감도를 다른 게임으로 전송하여 동일한 360도 회전 측정값을 얻는 것을 제한한다. 감도 변환기는 FPS 게이머가 다른 마우스 간, 그리고 다른 게임 간에 회전 움직임을 올바르게 변환하는 데 사용하는 선호되는 도구이다. 변환 값을 수동으로 계산하는 것도 가능하지만 더 많은 시간이 소요되며 복잡한 수학적 계산을 수행해야 하는 반면, 감도 변환기를 사용하는 것은 게이머에게 훨씬 빠르고 쉽다.
마우스가 원래 설계된 WIMP 데스크톱 메타포 인터페이스와의 유사성, 그리고 테이블 게임의 기원 때문에 컴퓨터 전략 게임은 마우스를 사용하여 가장 일반적으로 플레이된다. 특히 실시간 전략 게임과 MOBA 게임은 대개 마우스 사용이 필요하다.
왼쪽 버튼은 보통 주 발사를 제어한다. 게임이 여러 발사 모드를 지원하는 경우, 오른쪽 버튼은 종종 선택된 무기의 보조 발사를 제공한다. 단일 발사 모드만 있는 게임은 일반적으로 보조 발사를 무기 조준경 조준에 매핑한다. 일부 게임에서는 오른쪽 버튼이 특정 무기의 액세서리를 호출할 수도 있다. 예를 들어, 저격 소총의 조준경에 접근하거나 총검이나 소음기를 장착할 수 있도록 한다.
플레이어는 스크롤 휠을 사용하여 무기를 변경하거나(또는 구형 게임에서는 조준경 확대/축소 배율을 제어하는 데) 사용할 수 있다. 대부분의 1인칭 슈팅 게임에서는 3개 이상의 컨트롤이 있는 마우스의 추가 버튼에 더 많은 기능을 프로그래밍할 수도 있다. 키보드는 일반적으로 움직임(예: WASD 키로 각각 앞, 왼쪽, 뒤, 오른쪽으로 이동) 및 자세 변경과 같은 다른 기능을 제어한다. 마우스가 조준에 사용되므로, 움직임을 정확하고 지연(대기 시간) 없이 추적하는 마우스는 덜 정확하거나 느린 마우스를 가진 플레이어보다 유리할 것이다. 어떤 경우에는 오른쪽 마우스 버튼이 일반적인 WASD 구성 대신 또는 함께 플레이어를 앞으로 이동시키는 데 사용될 수 있다.
많은 게임은 플레이어에게 특정 컨트롤에 키 또는 버튼을 자유롭게 매핑할 수 있는 옵션을 제공한다. 플레이어의 초기 기술 중 하나인 원형 스트레이핑은 플레이어가 상대방을 중심으로 원형으로 움직이면서 상대방을 조준하고 쏘는 것을 계속하는 것이었다. 플레이어는 스트레이핑 키를 누른 채 마우스를 계속해서 상대방 쪽으로 조준함으로써 이를 달성할 수 있었다.
마우스를 입력 장치로 사용하는 게임이 너무 인기가 많아서 많은 제조업체들이 게임 전용 마우스를 만든다. 이러한 마우스는 조절 가능한 무게추, 고해상도 광학 또는 레이저 부품, 추가 버튼, 인체 공학적 모양, 그리고 CPI 조절과 같은 다른 기능들을 특징으로 할 수 있다. 마우스 번지는 케이블의 불편함을 없애주기 때문에 일반적으로 게이밍 마우스와 함께 사용된다.
1인칭 슈팅 게임 또는 3인칭 슈팅 게임과 같은 많은 게임에는 "마우스 반전" 또는 유사한 설정(때때로 왼손잡이 사용자가 수행하는 "버튼 반전"과 혼동하지 말 것)이 있어, 마우스를 앞으로 움직여 아래를 보고 뒤로 움직여 위를 볼 수 있게 한다(비반전 움직임의 반대). 이 제어 시스템은 항공기 제어 스틱과 유사하며, 뒤로 당기면 피치가 위로 올라가고 앞으로 밀면 피치가 아래로 내려간다. 컴퓨터 조이스틱도 일반적으로 이러한 제어 구성을 모방한다.
이드 소프트웨어의 상업적 히트작인 둠은 수직 조준을 지원하지 않았지만, 경쟁사 번지의 마라톤은 마우스를 사용하여 위아래로 조준하는 것을 지원한 최초의 1인칭 슈팅 게임이 되었다. 빌드 엔진을 사용하는 게임은 Y축을 반전시키는 옵션이 있었다. "반전" 기능은 실제로 2006년 기준, 사용자들이 비반전으로 간주하는 방식으로 마우스를 작동시켰다(기본적으로 마우스를 앞으로 움직이면 아래를 보는 결과가 나왔다). 얼마 지나지 않아 이드 소프트웨어는 퀘이크를 출시했고, 이는 2007년 기준 사용자들이 아는 "반전" 기능을 도입했다.

### 가정용 콘솔

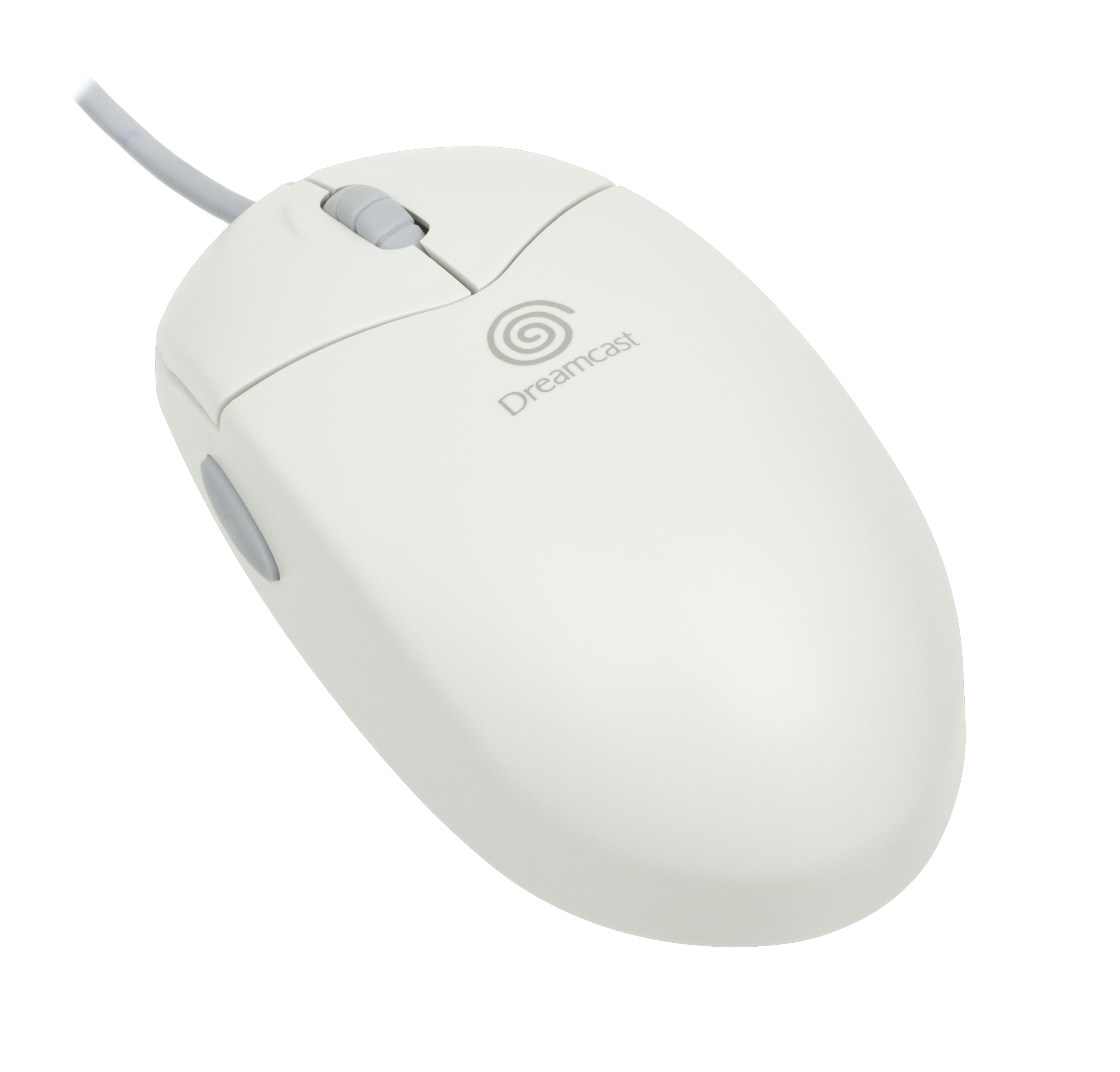
드림캐스트 마우스

1988년, 브이테크 소크라테스 교육용 비디오 게임 콘솔은 일부 게임에 사용되는 선택적 컨트롤러로 부착된 마우스패드가 있는 무선 마우스를 특징으로 했다. 1990년대 초반, 슈퍼 패미컴 비디오 게임 시스템은 컨트롤러 외에 마우스를 특징으로 했다. 닌텐도 64용 마우스도 출시되었지만, 일본에서만 출시되었다. 특히 1992년 게임 마리오 페인트는 마우스의 기능을 사용했으며, 일본에서만 후속작인 마리오 아티스트는 1999년 N64용 64DD 디스크 드라이브 주변 장치에서 이를 사용했다. 세가는 자사의 메가 드라이브, 세가 새턴 및 드림캐스트 콘솔용으로 공식 마우스를 출시했다. NEC는 자사의 PC 엔진 및 PC-FX 콘솔용으로 공식 마우스를 판매했다. 소니는 플레이스테이션 콘솔용 공식 마우스 제품을 출시했으며, PS2 리눅스 키트와 함께 하나를 포함시켰고, 소유자가 PS2, PS3, PS4와 함께 사실상 모든 USB 마우스를 사용할 수 있도록 허용했다. 닌텐도의 Wii 또한 나중에 소프트웨어 업데이트에서 이 기능이 구현되었으며, 이 지원은 후속작인 Wii U에서도 유지되었다. 마이크로소프트의 엑스박스 게임 콘솔(수정된 윈도우 NT 버전을 기반으로 하는 운영 체제를 사용) 또한 USB를 사용하여 범용 마우스 지원을 제공했다.

## 같이 보기
- 컴퓨터 접근성
- 풋마우스
- 그래픽 태블릿
- 제스처 인식
- 인간-컴퓨터 상호 작용 (HCI)
- 마우스 키
- 마우스 트래킹
- 광학 트랙패드
- 포인팅 스틱
- 회전 마우스
- 트랙볼

## 내용주
1. ↑  일반 사전들은 보통 mouses를 가능한 대체 복수형으로 언급하지만, 전문 사전들은 이 희귀한 형태를 보통 생략한다. 예를 들어, Webopedia, FOLDOC, Netlingo.
2. ↑  텔레풍켄 Rollkugel RKS 100-86에 사용된 4비트[A][B] 로터리 엔코더(MCB CC27E08[A][B])는 회전당 4[A]회 또는 5[B]회 반복되는 14개 상태를 제공하여 c. 35.6 dpi[A] 또는 c. 43.5 dpi[B]의 유효 해상도를 제공한다. 말레브라인은 심지어 이를 5비트 엔코더로 잘못 기억하고 있다.[C] 처음 두 출처에서 설명된 14주기 단위 거리 코드는 가장 바깥쪽 두 상태(0, 15)가 제거된 4비트 그레이 부호와 동일하다. 첫눈에는 문서화된 코드가 두 출처에서 다른 것처럼 보이지만, 실제로는 동일하며 0/1 상태의 정의와 회전 방향만 반전되어 있다:
| 비트 | 0 | 1 | 2 | 3 | 4 | 5 | 6 | 7 | 8 | 9 | 10 | 11 | 12 | 13 | 14 | 15 |  |  |  |  |  |  |
|      |   |   |   |   |   |   |   |   |   |   |    |    |    |    |    |    |  |  |  |  |  |  |
| 4    | 0 | 0 | 0 | 0 | 0 | 0 | 0 | 0 | 1 | 1 | 1  | 1  | 1  | 1  | 1  | 1  |  |  |  |  |  |  |
| 3    | 0 | 0 | 0 | 0 | 1 | 1 | 1 | 1 | 1 | 1 | 1  | 1  | 0  | 0  | 0  | 0  |  |  |  |  |  |  |
| 2    | 0 | 0 | 1 | 1 | 1 | 1 | 0 | 0 | 0 | 0 | 1  | 1  | 1  | 1  | 0  | 0  |  |  |  |  |  |  |
| 1    | 0 | 1 | 1 | 0 | 0 | 1 | 1 | 0 | 0 | 1 | 1  | 0  | 0  | 1  | 1  | 0  |  |  |  |  |  |  |

## 같이 보기
- 마우스 키
- USB
- 컴퓨터 입력장치
- 마우스패드
- 포인팅 스틱
- 터치패드
- 트랙볼
- 다람쥐